# Giải vô địch bóng ném nam thế giới 2023
Giải vô địch bóng ném nam thế giới 2023 là giải đấu lần thứ 28 do Liên đoàn bóng ném quốc tế tổ chức. Giải đấu do Ba Lan và Thụy Điển đồng đăng cai tổ chức, diễn ra từ ngày 11 đến ngày 29 tháng 1 năm 2023.
Nhà đương kim vô địch của 2 giải đấu liên tiếp 2019 và 2021, Đan Mạch lập kỷ lục của giải đấu khi trở thành đội tuyển đầu tiên 3 lần liên tiếp lên ngôi vô địch thế giới sau khi đánh bại Pháp với tỷ số 34–29 ở trận chung kết. Tây Ban Nha giành huy chương đồng của giải đấu sau khi đánh bại đồng chủ nhà, đương kim vô địch châu Âu và cũng là đương kim Á quân của giải đấu Thụy Điển với tỷ số 39–36 ở trận tranh hạng ba.

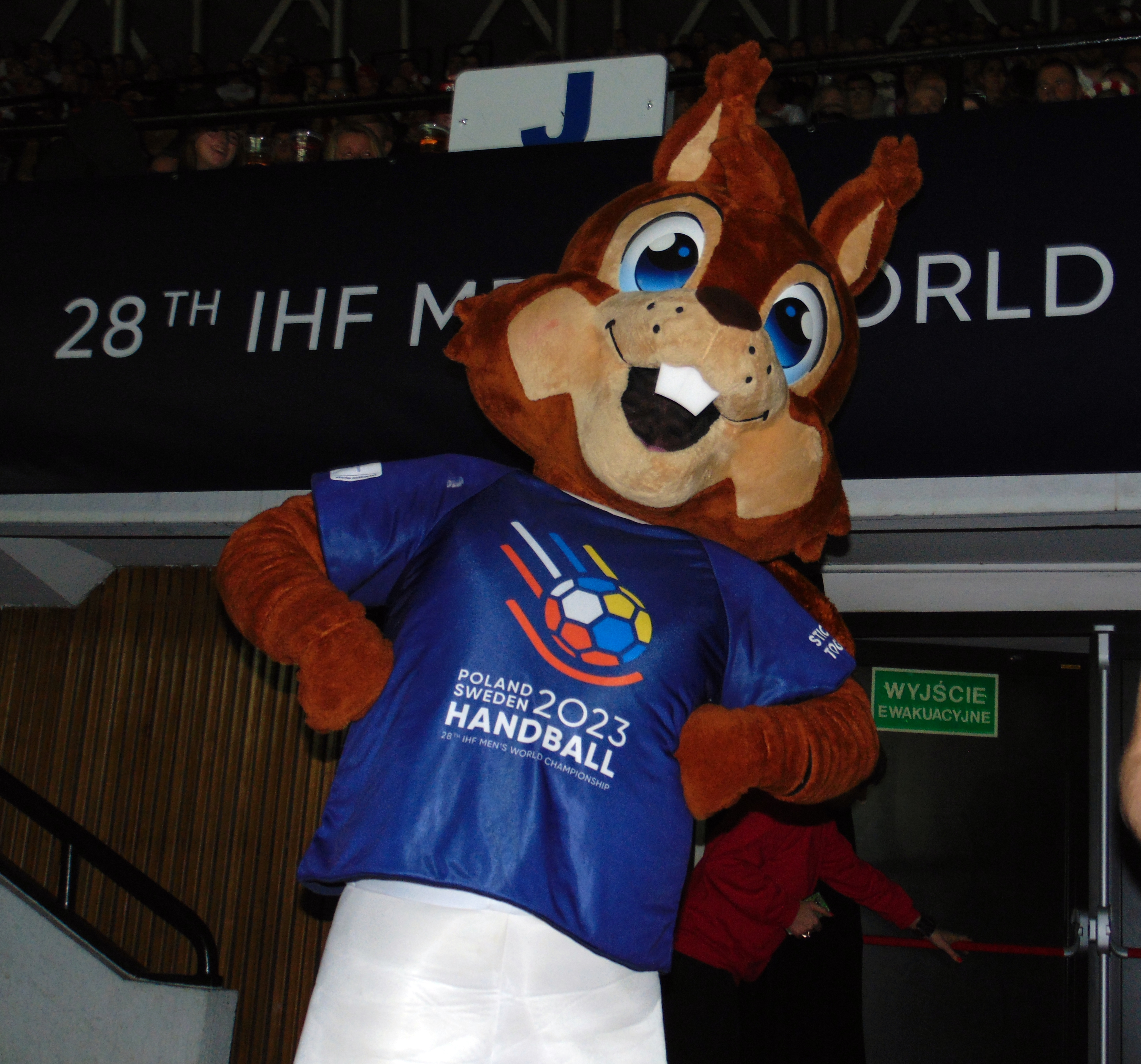
Pax, linh vật chính thức của giải đấu

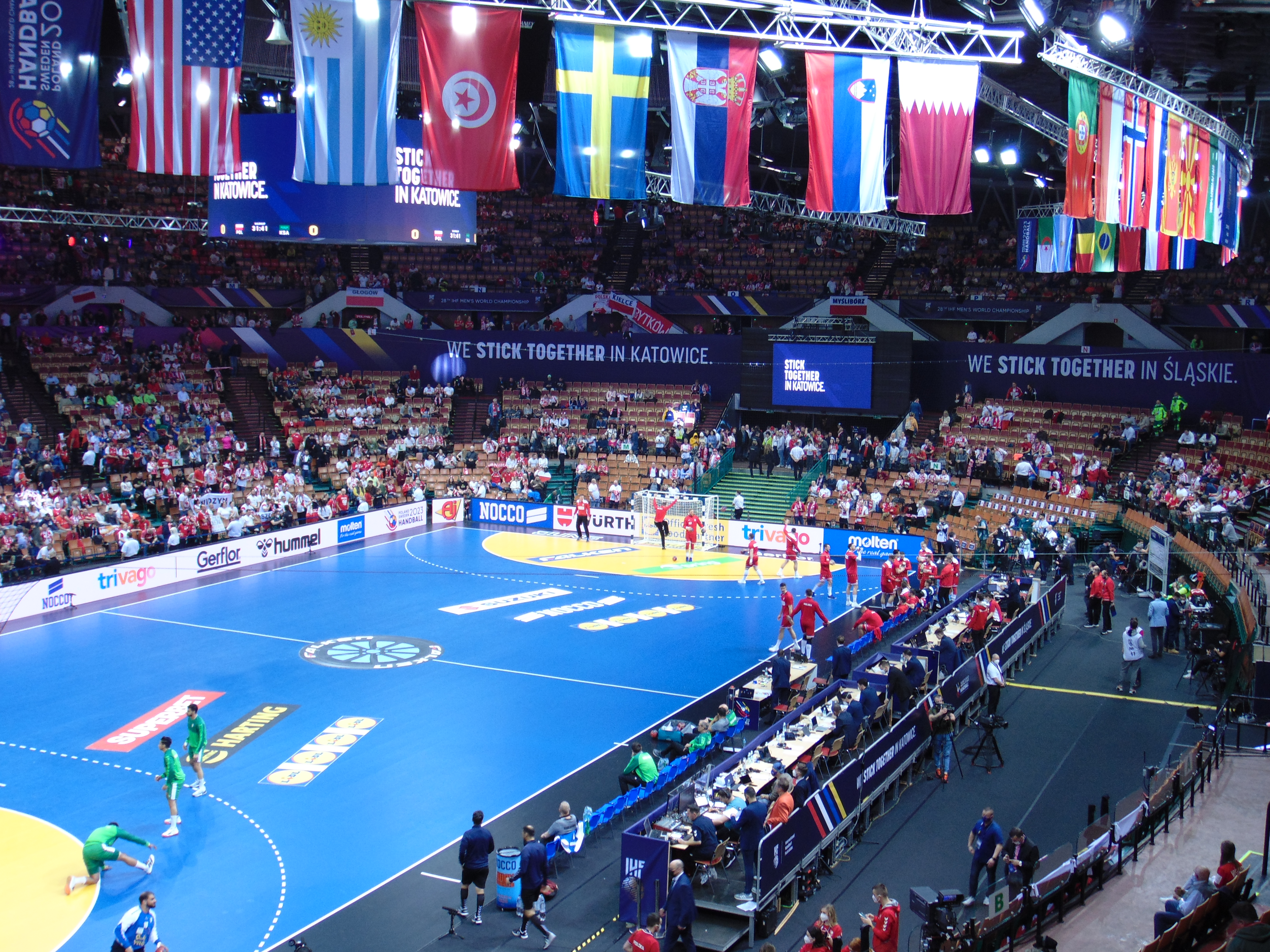
Trận đấu giữa Ba Lan và Ả Rập Xê Út tại Katowice

## Bầu chọn chủ nhà
Có 8 quốc gia bày tỏ nguyện vọng mong muốn được đăng cai giải đấu:
- Pháp
- Hungary
- Na Uy
- Ba Lan
- Slovakia
- Hàn Quốc
- Thụy Điển
- Thụy Sĩ

Tuy nhiên, khi giai đoạn đấu thầu kết thúc vào ngày 15 tháng 4 năm 2015 thì chỉ có 3 quốc gia nộp hồ sơ đấu thầu đăng cai giải đấu. Vào ngày 21 tháng 4 năn 2015, có thông báo cho rằng Ba Lan và Thụy Điển cùng liên minh để đăng cai giải đấu này.
- Hungary
- Ba Lan và  Thụy Điển

Quyết định ban đầu được đưa ra vào ngày 4 tháng 6 năm 2015, nhưng Đại hội của Liên đoàn bóng ném quốc tế quyết định lùi lại vào ngày 6 tháng 11 năm 2015. Liên minh Ba Lan–Thụy Điển thắng thầu và giành quyền đăng cai giải đấu. Đây là lần đầu tiên Ba Lan đăng cai một giải vô địch bóng ném nam thế giới.

## Địa điểm thi đấu
Giải đấu được diễn ra trên 9 thành phố (4 thành phố của Ba Lan và 5 thành phố của Thụy Điển): Kraków, Gdańsk, Katowice, Płock, Stockholm, Malmö, Gothenburg, Jönköping and Kristianstad. Trận khai mạc diễn ra tại Katowice (Ba Lan) trong khi trận chung kết diễn ra tại Stockholm (Thụy Điển).
| Kraków                    | Gdańsk                    | Stockholm | Malmö              | Gothenburg       |
| ------------------------- | ------------------------- | --- | ------------------ | ---------------- |
| Tauron Arena Kraków       | Ergo Arena                | Tele2 Arena | Malmö Arena        | Scandinavium     |
| Sức chứa: 15,030          | Sức chứa: 11,409          | Sức chứa: 19,000 | Sức chứa: 13,000   | Sức chứa: 12,000 |
|                           |                           | |                    |                  |
| KrakówGdańskKatowicePłock | KrakówGdańskKatowicePłock | Thụy Điển, đánh dấu màu cam và Ba Lan, đánh dấu màu xanh lá cây. Cả hai quốc gia này đều ngăn cách bởi Biển Baltic. |                    |                  |
| Katowice                  | Płock                     | Jönköping | Kristianstad       |                  |
| Spodek                    | Orlen Arena               | Husqvarna Garden | Kristianstad Arena |                  |
| Sức chứa: 11,036          | Sức chứa: 5,492           | Sức chứa: 7,000 | Sức chứa: 4,700    |                  |
|                           |                           | |                    |                  |

## Tiếp thị
Logo của giải đấu được công bố vào ngày 23 tháng 8 năm 2021. Logo của giải đấu được thiết kế dựa trên nền màu xanh đậm, lấy cảm hứng từ sao chổi đang thắp sáng trên bầu trời. Biểu tượng này truyền tải sự năng động và biểu cảm. Các đường mòn tạo nên một bàn tay, kết hợp với quả bóng ở phía trước, tạo nên một hình thức đồ họa đặc trưng và thân thiện. Màu sắc của logo tượng trưng cho màu sắc trên quốc kỳ của Ba Lan và Thụy Điển, hai quốc gia đăng cai giải đấu. Logo này mang thông điệp về bộ môn bóng ném. Sự phân chia màu sắc khéo léo và cân đối thể hiện sự hợp tác, đoàn kết của các đơn vị tổ chức sự kiện và gắn bó với nhau với mong muốn giải đấu sẽ thành công tốt đẹp. Logo của giải đấu do Studio Signature, một công ty đồ họa của Ba Lan thiết kế. Khẩu hiệu: Stick Together (tạm dịch là: Cùng nhau gắn bó) được công bố vào ngày 15 tháng 9 năm 2021. Khái niệm này là khuôn khổ cho mọi hoạt động giao tiếp của mỗi con người và là người gửi tất cả các bài đăng hoặc cách thể hiện khác trong giải đấu. Câu khẩu hiệu này tượng trưng bằng nhiều khái niệm khác nhau:
- Hãy đoàn kết để chơi công bằng.
- Hãy gắn bó với nhau như những người hâm mộ.
- Hãy gắn bó với nhau như một đội.
- Hãy cùng nhau vượt qua thử thách.
- Gắn bó với nhau trên mọi đấu trường.
- Hãy đoàn kết để giành chiến thắng.

Câu khẩu hiệu này cũng là một phần của các khái niệm về sự phát triển bền vững trong các mối quan hệ hợp tác giữa Ba Lan và Thụy Điển.

## Vòng loại
| Giải đấu                                       | Ngày diễn ra                              | Quốc gia chủ nhà   | Số suất tham dự | Các đội vượt qua vòng loại                                                                |
| ---------------------------------------------- | ----------------------------------------- | ------------------ | --------------- | ----------------------------------------------------------------------------------------- |
| Quốc gia chủ nhà                               | 6 tháng 11 năm 2015                       | Sochi              | 2               | Ba Lan · Thụy Điển                                                                        |
| Giải vô địch bóng ném nam thế giới 2021        | 31 tháng 1 năm 2021                       | Ai Cập             | 1               | Đan Mạch                                                                                  |
| Giải vô địch bóng ném nam châu Âu 2022         | 13–30 tháng 1 năm 2022                    | Hungary · Slovakia | 3               | Pháp · Na Uy · Tây Ban Nha                                                                |
| Giải vô địch bóng ném nam châu Á 2022          | 18–31 tháng 1 năm 2022                    | Dammam             | 5               | Bahrain · Iran · Qatar · Ả Rập Xê Út · Hàn Quốc                                           |
| Giải vô địch bóng ném nam Trung và Nam Mỹ 2022 | 25–29 tháng 1 năm 2022                    | Recife             | 4               | Argentina · Brasil · Chile · Uruguay                                                      |
| Vòng loại khu vực châu Âu                      | 7 tháng 11 năm 2021 – 16 tháng 4 năm 2022 | Nhiều quốc gia     | 9               | Bỉ · Croatia · Đức · Hungary · Iceland · Montenegro · Bắc Macedonia · Bồ Đào Nha · Serbia |
| Giải vô địch bóng ném nam Bắc Mỹ 2022          | 26–30 tháng 6 năm 2022                    | Thành phố México   | 1               | Hoa Kỳ                                                                                    |
| Giải vô địch bóng ném nam châu Phi 2022        | 11–18 tháng 7 năm 2022                    | Ai Cập             | 5               | Algérie · Cabo Verde · Ai Cập · Maroc · Tunisia                                           |
| Suất đặc cách                                  | 28 tháng 6 năm 2022                       | —                  | 1+1             | Hà Lan · Slovenia                                                                         |

### Các đội tuyển vượt qua vòng loại
| Đội tuyển     | Vượt qua vòng loại với tư cách                           | Vượt qua vòng loại vào ngày | Các lần tham dự trước |
| ------------- | -------------------------------------------------------- | --------------------------- | --- |
| Ba Lan        | Quốc gia đồng chủ nhà                                    | 6 tháng 11 năm 2015         | 16 (1958, 1967, 1970, 1974, 1978, 1982, 1986, 1990, 2003, 2007, 2009, 2011, 2013, 2015, 2017, 2021)                                                                             |
| Thụy Điển     | Quốc gia đồng chủ nhà                                    | 6 tháng 11 năm 2015         | 25 (1938, 1954, 1958, 1961, 1964, 1967, 1970, 1974, 1978, 1982, 1986, 1990, 1993, 1995, 1997, 1999, 2001, 2003, 2005, 2009, 2011, 2013, 2015, 2017, 2019, 2021)                 |
| Đan Mạch      | Nhà đương kim vô địch của giải đấu                       | 31 tháng 1 năm 2021         | 24 (1938, 1954, 1958, 1961, 1964, 1967, 1970, 1974, 1978, 1982, 1986, 1993, 1995, 1997, 1999, 2001, 2003, 2005, 2007, 2009, 2011, 2013, 2015, 2017, 2019, 2021)                 |
| Bahrain       | Top 5 tại Giải vô địch bóng ném nam châu Á 2022          | 24 tháng 1 năm 2022         | 4 (2011, 2017, 2019, 2021) |
| Iran          | Top 5 tại Giải vô địch bóng ném nam châu Á 2022          | 24 tháng 1 năm 2022         | 1 (2015) |
| Qatar         | Top 5 tại Giải vô địch bóng ném nam châu Á 2022          | 24 tháng 1 năm 2022         | 8 (2003, 2005, 2007, 2013, 2015, 2017, 2019, 2021) |
| Tây Ban Nha   | Top 3 tại Giải vô địch bóng ném nam châu Âu 2022         | 25 tháng 1 năm 2022         | 21 (1958, [[[Giải vô địch bóng ném nam thế giới 1974\|1974]], 1978, 1982, 1986, 1990, 1993, 1995, 1997, 1999, 2001, 2003, 2005, 2007, 2009, 2011, 2013, 2015, 2017, 2019, 2021) |
| Ả Rập Xê Út   | Top 5 tại Giải vô địch bóng ném nam châu Á 2022          | 26 tháng 1 năm 2022         | 9 (1997, 1999, 2001, 2003, 2009, 2013, 2015, 2017, 2019) |
| Argentina     | Top 4 tại Giải vô địch bóng ném nam Trung và Nam Mỹ 2022 | 26 tháng 1 năm 2022         | 13 (1997, 1999, 2001, 2003, 2005, 2007, 2009, 2011, 2013, 2015, 2017, 2019, 2021)                                                                                               |
| Uruguay       | Top 4 tại Giải vô địch bóng ném nam Trung và Nam Mỹ 2022 | 26 tháng 1 năm 2022         | 1 (2021) |
| Pháp          | Top 3 tại Giải vô địch bóng ném nam châu Âu 2022         | 26 tháng 1 năm 2022         | 23 ([[Top 3 tại 1954, 1958, 1961, 1964, 1967, 1970, 1978, 1990, 1993, 1995, 1997, 1999, 2001, 2003, 2005, 2007, 2009, 2011, 2013, 2015, 2017, 2019, 2021)                       |
| Brasil        | Top 4 tại Giải vô địch bóng ném nam Trung và Nam Mỹ 2022 | 26 tháng 1 năm 2022         | 15 (1958, 1995, 1997, 1999, 2001, 2003, 2005, 2007, 2009, 2011, 2013, 2015, 2017, 2019, 2021)                                                                                   |
| Chile         | Top 4 tại Giải vô địch bóng ném nam Trung và Nam Mỹ 2022 | 26 tháng 1 năm 2022         | 6 (2011, 2013, 2015, 2017, 2019, 2021) |
| Na Uy         | Top 3 tại Giải vô địch bóng ném nam châu Âu 2022         | 28 tháng 1 năm 2022         | 16 (1958, 1961, 1964, 1967, [[[Giải vô địch bóng ném nam thế giới 1970\|1970]], 1993, 1997, 1999, 2001, 2003, 2005, 2007, 2009, 2011, 2017, 2019, 2021)                         |
| Hàn Quốc      | Top 5 tại Giải vô địch bóng ném nam châu Á 2022          | 30 tháng 1 năm 2022         | 13 (1986, 1990, 1993, 1995, 1997, 1999, 2001, 2007, 2009, 2011, 2013, 2019, 2021)                                                                                               |
| Bỉ            | Vòng loại khu vực châu Âu                                | 19 tháng 3 năm 2022         | 0 (lần đầu) |
| Hungary       | Vòng loại khu vực châu Âu                                | 16 tháng 4 năm 2022         | 21 (1958, 1961, 1964, 1967, 1970, 1974, 1978, 1982, 1986, 1990, 1993, 1995, 1997, 1999, 2003, 2007, 2009, 2011, 2013, 2017, 2019, 2021)                                         |
| Croatia       | Vòng loại khu vực châu Âu                                | 16 tháng 4 năm 2022         | 14 (1995, 1997, 1999, 2001, 2003, 2005, 2007, 2009, 2011, 2013, 2015, 2017, 2019, 2021)                                                                                         |
| Iceland       | Vòng loại khu vực châu Âu                                | 16 tháng 4 năm 2022         | 21 (1958, 1961, 1964, 1970, 1974, 1978, 1986, 1990, 1993, 1995, 1997, 2001, 2003, 2005, 2007, 2011, 2013, 2015, 2017, 2019, 2021)                                               |
| Serbia        | Vòng loại khu vực châu Âu                                | 16 tháng 4 năm 2022         | 4 ( 2009, 2011, 2013, 2019) |
| Đức           | Vòng loại khu vực châu Âu                                | 16 tháng 4 năm 2022         | 26 (1938, 1954, 1988, 1961, 1964, 1967, 1970, 1974, 1978, 1982, 1986, 1990, 1993, 1995, 2001, 2003, 2005, 2007, 2009, 2011, 2013, 2015, 2017, 2019, 2021)                       |
| Bồ Đào Nha    | Vòng loại khu vực châu Âu                                | 17 tháng 4 năm 2022         | 4 (1997, 2001, 2003, 2021) |
| Montenegro    | Vòng loại khu vực châu Âu                                | 17 tháng 4 năm 2022         | 1 (2013) |
| Bắc Macedonia | Vòng loại khu vực châu Âu                                | 17 tháng 4 năm 2022         | 7 (1999, 2009, 2013, 2015, 2017, 2019, 2021) |
| Hà Lan        | Suất đặc cách                                            | 28 tháng 6 năm 2022         | 1 (1961) |
| Slovenia      | Suất đặc cách                                            | 28 tháng 6 năm 2022         | 9 (1995, 2001, 2003, 2005, 2007, 2013, 2015, 2019, 2021) |
| Hoa Kỳ        | Vô địch Giải vô địch bóng ném nam Bắc Mỹ 2022            | 30 tháng 6 năm 2022         | 6 (1964, 1970, 1974, 1993, 1995, 2001) |
| Maroc         | Top 5 tại Giải vô địch bóng ném nam châu Phi 2022        | 15 tháng 7 năm 2022         | 7 (1995, 1997, 1999, 2001, 2003, 2007, 2021) |
| Tunisia       | Top 5 tại Giải vô địch bóng ném nam châu Phi 2022        | 15 tháng 7 năm 2022         | 15 (1967, 1995, 1997, 1999, 2001, 2003, 2005, 2007, 2009, 2011, 2013, 2015, 2017, 2019, 2021)                                                                                   |
| Cabo Verde    | Top 5 tại Giải vô địch bóng ném nam châu Phi 2022        | 15 tháng 7 năm 2022         | 1 (2021) |
| Ai Cập        | Top 5 tại Giải vô địch bóng ném nam châu Phi 2022        | 15 tháng 7 năm 2022         | 16 (1964, 1993, 1995, 1997, 1999, 2001, 2003, 2005, 2007, 2009, 2011, 2013, 2015, 2017, 2019, 2021)                                                                             |
| Algérie       | Top 5 tại Giải vô địch bóng ném nam châu Phi 2022        | 18 tháng 7 năm 2022         | 15 (1974, 1982, 1986, 1990, 1995, 1997, 1999, 2001, 2003, 2005, 2009, 2011, 2013, 2015, 2021)                                                                                   |

## Bốc thăm
Buổi lễ bốc thăm diễn ra vào ngày 2 tháng 7 năm 2022 tại Trung tâm Dàn nhạc Giao hưởng Đài Phát thanh Quốc gia Ba Lan ở Katowice, Ba Lan.

### Các nhóm hạt giống
Các đội được xếp vào các nhóm hạt giống dựa theo bảng xếp hạng giải đấu trước, cộng với quy tắc xếp hạng khu vực của Liên đoàn bóng ném quốc tế.
| Nhóm 1 | Nhóm 2                                                                                          | Nhóm 3                                                                            | Nhóm 4                                                                     |
| --- | ----------------------------------------------------------------------------------------------- | --------------------------------------------------------------------------------- | -------------------------------------------------------------------------- |
| Đan Mạch (đương kim vô địch) · Thụy Điển (đồng chủ nhà) · Tây Ban Nha · Pháp · Na Uy · Iceland · Đức · Ai Cập | Qatar · Croatia · Bỉ · Brasil · Bồ Đào Nha · Ba Lan (đồng chủ nhà) · Montenegro · Bắc Macedonia | Serbia · Hungary · Argentina · Bahrain · Ả Rập Xê Út · Cabo Verde · Chile · Maroc | Uruguay · Tunisia · Algérie · Iran · Hàn Quốc · Hoa Kỳ · Hà Lan · Slovenia |

### Các bảng đấu
Các quốc gia chủ nhà có thể chọn một đội thi đấu ở mỗi thành phố chủ nhà khác nhau. Trong đó Tây Ban Nha sẽ thi đấu tại bảng A, Na Uy thi đấu tại bảng F (đều diễn ra tại Krakow) và nhà đương kim vô địch Đan Mạch thi đấu tại bảng H (diễn ra tại Malmö). Đức thi đấu tại bảng E (diễn ra tại Katowice), Iceland thi đấu tại bảng D (diễn ra tại Kristianstad) và Croatia thi đấu tại bảng G (diễn ra tại Jönköping).
| Bảng A (Krakow)                         | Bảng B (Katowice)                                     | Bảng C (Göteborg)                                        | Bảng D (Kristianstad)                     | Bảng E (Katowice)              | Bảng F (Krakow)                            | Bảng G (Jönköping)                | Bảng H (Malmö)                    |
| --------------------------------------- | ----------------------------------------------------- | -------------------------------------------------------- | ----------------------------------------- | ------------------------------ | ------------------------------------------ | --------------------------------- | --------------------------------- |
| Tây Ban Nha · Montenegro · Chile · Iran | Pháp · Ba Lan (đồng chủ nhà) · Ả Rập Xê Út · Slovenia | Thụy Điển (đồng chủ nhà) · Brasil · Cabo Verde · Uruguay | Iceland · Bồ Đào Nha · Hungary · Hàn Quốc | Đức · Qatar · Serbia · Algérie | Na Uy · Bắc Macedonia · Argentina · Hà Lan | Ai Cập · Croatia · Maroc · Hoa Kỳ | Đan Mạch · Bỉ · Bahrain · Tunisia |

## Trọng tài
Danh sách các trọng tài được công bố vào ngày 16 tháng 11 năm 2022.
| Trọng tài            | Trọng tài                               |
| -------------------- | --------------------------------------- |
| Algérie              | Youcef Belkhiri Sid Ali Hamidi          |
| Argentina            | Julian Grillo Sebastián Lenci           |
| Argentina            | María Paolantoni Mariana García         |
| Bosna và Hercegovina | Amar Konjičanin Dino Konjičanin         |
| Croatia              | Matija Gubica Boris Milošević           |
| Cộng hòa Séc         | Václav Horáček Jiří Novotný             |
| Đan Mạch             | Mads Hansen Jesper Madsen               |
| Ai Cập               | Alaa Emam Hossam Hedaia                 |
| Pháp                 | Charlotte Bonaventura Julie Bonaventura |
| Pháp                 | Karim Gasmi Raouf Gasmi                 |
| Đức                  | Robert Schulze Tobias Tönnies           |
| Đức                  | Maike Merz Tanja Kuttler                |
| Hungary              | Ádám Bíró Olivér Kiss                   |
| Litva                | Mindaugas Gatelis Vaidas Mažeika        |
| Bắc Macedonia        | Gjorgji Nachevski Slave Nikolov         |
| Montenegro           | Ivan Pavićević Miloš Ražnatović         |
| Na Uy                | Håvard Kleven Lars Jørum                |
| Bồ Đào Nha           | Duarte Santos Ricardo Fonseca           |
| Serbia               | Marko Sekulić Vladimir Jovandić         |
| Slovenia             | Bojan Lah David Sok                     |
| Hàn Quốc             | Koo Bon-ok Lee Se-ok                    |
| Tây Ban Nha          | Ignacio García Andreu Marín             |
| Thụy Điển            | Mirza Kurtagic Mattias Wetterwik        |
| Thụy Sĩ              | Arthur Brunner Morad Salah              |
| Thổ Nhĩ Kỳ           | Kürşad Erdoğan Ibrahim Özdeniz          |

## Giai đoạn vòng bảng
Tất ca các trận đấu đều diễn ra theo (UTC+1).

### Bảng A
| VT | Đội         | ST | T | H | B | BT | BB | HS  | Đ | Giành quyền tham dự |
| -- | ----------- | -- | - | - | - | -- | -- | --- | - | ------------------- |
| 1  | Tây Ban Nha | 3  | 3 | 0 | 0 | 99 | 73 | +26 | 6 | Vòng chính Bảng I   |
| 2  | Montenegro  | 3  | 2 | 0 | 1 | 94 | 94 | 0   | 4 | Vòng chính Bảng I   |
| 3  | Iran        | 3  | 1 | 0 | 2 | 78 | 93 | −15 | 2 | Vòng chính Bảng I   |
| 4  | Chile       | 3  | 0 | 0 | 3 | 83 | 94 | −11 | 0 | Cúp Chủ tịch Bảng I |

| 12 tháng 1 năm 2023 18:00 | Chile            | 24–25    | Iran     | Tauron Arena Kraków, Kraków Khán giả: 1,007 Trọng tài: A. Konjičanin, D. Konjičanin (BIH) |
| 12 tháng 1 năm 2023 18:00 | Er. Feuchtmann 6 | (11–13)  | Oraei 7  | Tauron Arena Kraków, Kraków Khán giả: 1,007 Trọng tài: A. Konjičanin, D. Konjičanin (BIH) |
| 12 tháng 1 năm 2023 18:00 | 2×               | Chi tiết | 8× 2× 1× | Tauron Arena Kraków, Kraków Khán giả: 1,007 Trọng tài: A. Konjičanin, D. Konjičanin (BIH) |

| 12 tháng 1 năm 2023 20:30 | Tây Ban Nha | 30–25    | Montenegro   | Tauron Arena Kraków, Kraków Khán giả: 1,808 Trọng tài: Brunner, Salah (SUI) |
| 12 tháng 1 năm 2023 20:30 | Odriozola 6 | (15–12)  | B. Vujović 7 | Tauron Arena Kraków, Kraków Khán giả: 1,808 Trọng tài: Brunner, Salah (SUI) |
| 12 tháng 1 năm 2023 20:30 | 4×          | Chi tiết | 6×           | Tauron Arena Kraków, Kraków Khán giả: 1,808 Trọng tài: Brunner, Salah (SUI) |

| 14 tháng 1 năm 2023 18:00 | Montenegro    | 34–31    | Iran             | Tauron Arena Kraków, Kraków Khán giả: 2,600 Trọng tài: Fonseca, Santos (POR) |
| 14 tháng 1 năm 2023 18:00 | M. Vujović 10 | (19–16)  | Oraei, Sadeghi 7 | Tauron Arena Kraków, Kraków Khán giả: 2,600 Trọng tài: Fonseca, Santos (POR) |
| 14 tháng 1 năm 2023 18:00 | 2×            | Chi tiết | 4× 1×            | Tauron Arena Kraków, Kraków Khán giả: 2,600 Trọng tài: Fonseca, Santos (POR) |

| 14 tháng 1 năm 2023 20:30 | Tây Ban Nha     | 34–26    | Chile            | Tauron Arena Kraków, Kraków Khán giả: 3,150 Trọng tài: Emam, Hedaia (EGY) |
| 14 tháng 1 năm 2023 20:30 | A. Dujshebaev 6 | (18–15)  | Er. Feuchtmann 8 | Tauron Arena Kraków, Kraków Khán giả: 3,150 Trọng tài: Emam, Hedaia (EGY) |
| 14 tháng 1 năm 2023 20:30 | 3×              | Chi tiết | 4× 3×            | Tauron Arena Kraków, Kraków Khán giả: 3,150 Trọng tài: Emam, Hedaia (EGY) |

| 16 tháng 1 năm 2023 18:00 | Montenegro    | 35–33    | Chile            | Tauron Arena Kraków, Kraków Khán giả: 1,100 Trọng tài: Özdeniz, Erdoğan (TUR) |
| 16 tháng 1 năm 2023 18:00 | M. Vujović 12 | (20–18)  | Er. Feuchtmann 9 | Tauron Arena Kraków, Kraków Khán giả: 1,100 Trọng tài: Özdeniz, Erdoğan (TUR) |
| 16 tháng 1 năm 2023 18:00 | 6× 2× 1×      | Chi tiết | 1×               | Tauron Arena Kraków, Kraków Khán giả: 1,100 Trọng tài: Özdeniz, Erdoğan (TUR) |

| 16 tháng 1 năm 2023 20:30 | Iran        | 22–35    | Tây Ban Nha           | Tauron Arena Kraków, Kraków Khán giả: 1,403 Trọng tài: Koo, Lee (KOR) |
| 16 tháng 1 năm 2023 20:30 | 3 cầu thủ 4 | (11–21)  | A. Dujshebaev, Solé 6 | Tauron Arena Kraków, Kraków Khán giả: 1,403 Trọng tài: Koo, Lee (KOR) |
| 16 tháng 1 năm 2023 20:30 | 4× 1×       | Chi tiết | 2×                    | Tauron Arena Kraków, Kraków Khán giả: 1,403 Trọng tài: Koo, Lee (KOR) |

### Bảng B
| VT | Đội         | ST | T | H | B | BT  | BB  | HS  | Đ | Giành quyền tham dự |
| -- | ----------- | -- | - | - | - | --- | --- | --- | - | ------------------- |
| 1  | Pháp        | 3  | 3 | 0 | 0 | 102 | 78  | +24 | 6 | Vòng chính Bảng I   |
| 2  | Slovenia    | 3  | 2 | 0 | 1 | 96  | 77  | +19 | 4 | Vòng chính Bảng I   |
| 3  | Ba Lan (H)  | 3  | 1 | 0 | 2 | 74  | 82  | −8  | 2 | Vòng chính Bảng I   |
| 4  | Ả Rập Xê Út | 3  | 0 | 0 | 3 | 66  | 101 | −35 | 0 | Cúp Chủ tịch Bảng I |

| 11 tháng 1 năm 2023 21:00 | Pháp   | 26–24    | Ba Lan  | Spodek, Katowice Khán giả: 9,999 Trọng tài: Kurtagic, Wetterwik (SWE) |
| 11 tháng 1 năm 2023 21:00 | Mahé 5 | (14–13)  | Sićko 7 | Spodek, Katowice Khán giả: 9,999 Trọng tài: Kurtagic, Wetterwik (SWE) |
| 11 tháng 1 năm 2023 21:00 | 4× 1×  | Chi tiết | 2× 1×   | Spodek, Katowice Khán giả: 9,999 Trọng tài: Kurtagic, Wetterwik (SWE) |

| 12 tháng 1 năm 2023 18:00 | Ả Rập Xê Út   | 19–33    | Slovenia | Spodek, Katowice Khán giả: 1,371 Trọng tài: Erdoğan, Özdeniz (TUR) |
| 12 tháng 1 năm 2023 18:00 | Al-Muwallad 4 | (8–16)   | Janc 6   | Spodek, Katowice Khán giả: 1,371 Trọng tài: Erdoğan, Özdeniz (TUR) |
| 12 tháng 1 năm 2023 18:00 | 4× 1×         | Chi tiết | 4×       | Spodek, Katowice Khán giả: 1,371 Trọng tài: Erdoğan, Özdeniz (TUR) |

| 14 tháng 1 năm 2023 18:00 | Pháp    | 41–23    | Ả Rập Xê Út              | Spodek, Katowice Khán giả: 6,200 Trọng tài: Koo, Lee (KOR) |
| 14 tháng 1 năm 2023 18:00 | Lenne 8 | (24–14)  | Al-Abbas, Ma. Al-Salem 5 | Spodek, Katowice Khán giả: 6,200 Trọng tài: Koo, Lee (KOR) |
| 14 tháng 1 năm 2023 18:00 | 1×      | Chi tiết | 3× 1×                    | Spodek, Katowice Khán giả: 6,200 Trọng tài: Koo, Lee (KOR) |

| 14 tháng 1 năm 2023 20:30 | Ba Lan   | 23–32    | Slovenia  | Spodek, Katowice Khán giả: 9,999 Trọng tài: Horáček, Novotný (CZE) |
| 14 tháng 1 năm 2023 20:30 | Moryto 6 | (11–17)  | Dolenec 7 | Spodek, Katowice Khán giả: 9,999 Trọng tài: Horáček, Novotný (CZE) |
| 14 tháng 1 năm 2023 20:30 | 5×       | Chi tiết | 6×        | Spodek, Katowice Khán giả: 9,999 Trọng tài: Horáček, Novotný (CZE) |

| 16 tháng 1 năm 2023 18:00 | Slovenia | 31–35    | Pháp           | Spodek, Katowice Khán giả: 6,400 Trọng tài: Brunner, Salah (SUI) |
| 16 tháng 1 năm 2023 18:00 | Vlah 9   | (14–16)  | Mahé, Remili 7 | Spodek, Katowice Khán giả: 6,400 Trọng tài: Brunner, Salah (SUI) |
| 16 tháng 1 năm 2023 18:00 | 3× 1×    | Chi tiết | 6×             | Spodek, Katowice Khán giả: 6,400 Trọng tài: Brunner, Salah (SUI) |

| 16 tháng 1 năm 2023 20:30 | Ba Lan   | 27–24    | Ả Rập Xê Út | Spodek, Katowice Khán giả: 9,999 Trọng tài: Santos, Fonseca (POR) |
| 16 tháng 1 năm 2023 20:30 | Moryto 9 | (13–12)  | Al-Abbas 5  | Spodek, Katowice Khán giả: 9,999 Trọng tài: Santos, Fonseca (POR) |
| 16 tháng 1 năm 2023 20:30 | 7×       | Chi tiết | 1×          | Spodek, Katowice Khán giả: 9,999 Trọng tài: Santos, Fonseca (POR) |

### Bảng C
| VT | Đội           | ST | T | H | B | BT  | BB  | HS  | Đ | Giành quyền tham dự  |
| -- | ------------- | -- | - | - | - | --- | --- | --- | - | -------------------- |
| 1  | Thụy Điển (H) | 3  | 3 | 0 | 0 | 107 | 57  | +50 | 6 | Vòng chính Bảng II   |
| 2  | Brasil        | 3  | 2 | 0 | 1 | 83  | 78  | +5  | 4 | Vòng chính Bảng II   |
| 3  | Cabo Verde    | 3  | 1 | 0 | 2 | 88  | 89  | −1  | 2 | Vòng chính Bảng II   |
| 4  | Uruguay       | 3  | 0 | 0 | 3 | 61  | 115 | −54 | 0 | Cúp Chủ tịch Bảng II |

| 12 tháng 1 năm 2023 18:00 | Cabo Verde   | 33–25    | Uruguay           | Scandinavium, Gothenburg Khán giả: 6,312 Trọng tài: Merz, Kuttler (GER) |
| 12 tháng 1 năm 2023 18:00 | G. Furtado 6 | (17–11)  | Rostagno, Rubbo 5 | Scandinavium, Gothenburg Khán giả: 6,312 Trọng tài: Merz, Kuttler (GER) |
| 12 tháng 1 năm 2023 18:00 | 2×           | Chi tiết | 1×                | Scandinavium, Gothenburg Khán giả: 6,312 Trọng tài: Merz, Kuttler (GER) |

| 12 tháng 1 năm 2023 20:30 | Thụy Điển      | 26–18    | Brasil      | Scandinavium, Gothenburg Khán giả: 11,627 Trọng tài: Lah, Sok (SLO) |
| 12 tháng 1 năm 2023 20:30 | Gottfridsson 6 | (11–9)   | Rodrigues 4 | Scandinavium, Gothenburg Khán giả: 11,627 Trọng tài: Lah, Sok (SLO) |
| 12 tháng 1 năm 2023 20:30 | 3×             | Chi tiết | 4× 2×       | Scandinavium, Gothenburg Khán giả: 11,627 Trọng tài: Lah, Sok (SLO) |

| 14 tháng 1 năm 2023 18:00 | Brasil      | 35–24    | Uruguay   | Scandinavium, Gothenburg Khán giả: 7,697 Trọng tài: Sekulić, Jovandić (SRB) |
| 14 tháng 1 năm 2023 18:00 | Hackbarth 7 | (19–10)  | Capello 5 | Scandinavium, Gothenburg Khán giả: 7,697 Trọng tài: Sekulić, Jovandić (SRB) |
| 14 tháng 1 năm 2023 18:00 | 4× 1×       | Chi tiết | 1×        | Scandinavium, Gothenburg Khán giả: 7,697 Trọng tài: Sekulić, Jovandić (SRB) |

| 14 tháng 1 năm 2023 20:30 | Thụy Điển              | 34–27    | Cabo Verde          | Scandinavium, Gothenburg Khán giả: 11,750 Trọng tài: K. Gasmi, R. Gasmi (FRA) |
| 14 tháng 1 năm 2023 20:30 | D. Pettersson, Wanne 5 | (19–8)   | F. Landim, Moreno 6 | Scandinavium, Gothenburg Khán giả: 11,750 Trọng tài: K. Gasmi, R. Gasmi (FRA) |
| 14 tháng 1 năm 2023 20:30 | 1×                     | Chi tiết | 5×                  | Scandinavium, Gothenburg Khán giả: 11,750 Trọng tài: K. Gasmi, R. Gasmi (FRA) |

| 16 tháng 1 năm 2023 18:00 | Brasil   | 30–28    | Cabo Verde | Scandinavium, Gothenburg Khán giả: 5,191 Trọng tài: Kleven, Jørum (NOR) |
| 16 tháng 1 năm 2023 18:00 | Dupoux 7 | (17–15)  | Moreno 7   | Scandinavium, Gothenburg Khán giả: 5,191 Trọng tài: Kleven, Jørum (NOR) |
| 16 tháng 1 năm 2023 18:00 | 2×       | Chi tiết | 4×         | Scandinavium, Gothenburg Khán giả: 5,191 Trọng tài: Kleven, Jørum (NOR) |

| 16 tháng 1 năm 2023 20:30 | Uruguay     | 12–47    | Thụy Điển    | Scandinavium, Gothenburg Khán giả: 9,051 Trọng tài: Belkhiri, Hamidi (ALG) |
| 16 tháng 1 năm 2023 20:30 | De Agrela 5 | (8–25)   | Johansson 11 | Scandinavium, Gothenburg Khán giả: 9,051 Trọng tài: Belkhiri, Hamidi (ALG) |
| 16 tháng 1 năm 2023 20:30 | 3×          | Chi tiết | 3×           | Scandinavium, Gothenburg Khán giả: 9,051 Trọng tài: Belkhiri, Hamidi (ALG) |

### Bảng D
| VT | Đội        | ST | T | H | B | BT | BB  | HS  | Đ | Giành quyền tham dự  |
| -- | ---------- | -- | - | - | - | -- | --- | --- | - | -------------------- |
| 1  | Bồ Đào Nha | 3  | 2 | 0 | 1 | 85 | 74  | +11 | 4 | Vòng chính Bảng II   |
| 2  | Iceland    | 3  | 2 | 0 | 1 | 96 | 81  | +15 | 4 | Vòng chính Bảng II   |
| 3  | Hungary    | 3  | 2 | 0 | 1 | 85 | 82  | +3  | 4 | Vòng chính Bảng II   |
| 4  | Hàn Quốc   | 3  | 0 | 0 | 3 | 76 | 105 | −29 | 0 | Cúp Chủ tịch Bảng II |

1. 1 2 3  Bồ Đào Nha 2 điểm, +3 GD, Iceland 2 điểm, +2 GD, Hungary 2 điểm, −5 GD

| 12 tháng 1 năm 2023 18:00 | Hungary | 35–27    | Hàn Quốc    | Kristianstad Arena, Kristianstad Khán giả: 2,738 Trọng tài: Belkhiri, Hamidi (ALG) |
| 12 tháng 1 năm 2023 18:00 | Lékai 7 | (21–11)  | 3 cầu thủ 5 | Kristianstad Arena, Kristianstad Khán giả: 2,738 Trọng tài: Belkhiri, Hamidi (ALG) |
| 12 tháng 1 năm 2023 18:00 | 8× 1×   | Chi tiết | 3× 2×       | Kristianstad Arena, Kristianstad Khán giả: 2,738 Trọng tài: Belkhiri, Hamidi (ALG) |

| 12 tháng 1 năm 2023 20:30 | Iceland   | 30–26    | Bồ Đào Nha | Kristianstad Arena, Kristianstad Khán giả: 2,738 Trọng tài: Schulze, Tönnies (GER) |
| 12 tháng 1 năm 2023 20:30 | Elísson 9 | (15–15)  | Portela 8  | Kristianstad Arena, Kristianstad Khán giả: 2,738 Trọng tài: Schulze, Tönnies (GER) |
| 12 tháng 1 năm 2023 20:30 | 3× 1×     | Chi tiết | 5× 1×      | Kristianstad Arena, Kristianstad Khán giả: 2,738 Trọng tài: Schulze, Tönnies (GER) |

| 14 tháng 1 năm 2023 18:00 | Bồ Đào Nha | 32–24    | Hàn Quốc | Kristianstad Arena, Kristianstad Khán giả: 4,615 Trọng tài: Pavićević, Ražnatović (MNE) |
| 14 tháng 1 năm 2023 18:00 | Gomes 7    | (15–12)  | Lee H. 4 | Kristianstad Arena, Kristianstad Khán giả: 4,615 Trọng tài: Pavićević, Ražnatović (MNE) |
| 14 tháng 1 năm 2023 18:00 | 5×         | Chi tiết | 3×       | Kristianstad Arena, Kristianstad Khán giả: 4,615 Trọng tài: Pavićević, Ražnatović (MNE) |

| 14 tháng 1 năm 2023 20:30 | Iceland   | 28–30    | Hungary  | Kristianstad Arena, Kristianstad Khán giả: 4,615 Trọng tài: C. Bonaventura, J. Bonaventura (FRA) |
| 14 tháng 1 năm 2023 20:30 | Elísson 9 | (17–12)  | Ancsin 6 | Kristianstad Arena, Kristianstad Khán giả: 4,615 Trọng tài: C. Bonaventura, J. Bonaventura (FRA) |
| 14 tháng 1 năm 2023 20:30 | 3×        | Chi tiết | 5× 1×    | Kristianstad Arena, Kristianstad Khán giả: 4,615 Trọng tài: C. Bonaventura, J. Bonaventura (FRA) |

| 16 tháng 1 năm 2023 18:00 | Hàn Quốc       | 25–38    | Iceland        | Kristianstad Arena, Kristianstad Khán giả: 3,608 Trọng tài: Merz, Kuttler (GER) |
| 16 tháng 1 năm 2023 18:00 | Kang, Kim Y. 4 | (13–19)  | Ríkharðsson 11 | Kristianstad Arena, Kristianstad Khán giả: 3,608 Trọng tài: Merz, Kuttler (GER) |
| 16 tháng 1 năm 2023 18:00 | 4×             | Chi tiết | 4× 1×          | Kristianstad Arena, Kristianstad Khán giả: 3,608 Trọng tài: Merz, Kuttler (GER) |

| 16 tháng 1 năm 2023 20:30 | Bồ Đào Nha | 27–20    | Hungary | Kristianstad Arena, Kristianstad Khán giả: 3,608 Trọng tài: Nachevski, Nikolov (MKD) |
| 16 tháng 1 năm 2023 20:30 | F. Costa 6 | (16–9)   | Bodó 5  | Kristianstad Arena, Kristianstad Khán giả: 3,608 Trọng tài: Nachevski, Nikolov (MKD) |
| 16 tháng 1 năm 2023 20:30 | 2× 1×      | Chi tiết | 3× 1×   | Kristianstad Arena, Kristianstad Khán giả: 3,608 Trọng tài: Nachevski, Nikolov (MKD) |

### Bảng E
| VT | Đội     | ST | T | H | B | BT  | BB  | HS  | Đ | Giành quyền tham dự   |
| -- | ------- | -- | - | - | - | --- | --- | --- | - | --------------------- |
| 1  | Đức     | 3  | 3 | 0 | 0 | 102 | 81  | +21 | 6 | Vòng chính Bảng III   |
| 2  | Serbia  | 3  | 2 | 0 | 1 | 103 | 85  | +18 | 4 | Vòng chính Bảng III   |
| 3  | Qatar   | 3  | 1 | 0 | 2 | 80  | 89  | −9  | 2 | Vòng chính Bảng III   |
| 4  | Algérie | 3  | 0 | 0 | 3 | 72  | 102 | −30 | 0 | Cúp Chủ tịch Bảng III |

| 13 tháng 1 năm 2023 18:00 | Đức     | 31–27    | Qatar    | Spodek, Katowice Khán giả: 3,500 Trọng tài: Milošević, Gubica (CRO) |
| 13 tháng 1 năm 2023 18:00 | Knorr 8 | (18–13)  | Capote 5 | Spodek, Katowice Khán giả: 3,500 Trọng tài: Milošević, Gubica (CRO) |
| 13 tháng 1 năm 2023 18:00 | 1×      | Chi tiết | 4× 1×    | Spodek, Katowice Khán giả: 3,500 Trọng tài: Milošević, Gubica (CRO) |

| 13 tháng 1 năm 2023 20:30 | Serbia     | 36–27    | Algérie | Spodek, Katowice Khán giả: 3,500 Trọng tài: Gatelis, Mažeika (LTU) |
| 13 tháng 1 năm 2023 20:30 | Marsenić 9 | (16–13)  | Arib 5  | Spodek, Katowice Khán giả: 3,500 Trọng tài: Gatelis, Mažeika (LTU) |
| 13 tháng 1 năm 2023 20:30 | 4×         | Chi tiết | 4× 1×   | Spodek, Katowice Khán giả: 3,500 Trọng tài: Gatelis, Mažeika (LTU) |

| 15 tháng 1 năm 2023 18:00 | Đức       | 34–33    | Serbia  | Spodek, Katowice Khán giả: 4,600 Trọng tài: Hansen, Madsen (DEN) |
| 15 tháng 1 năm 2023 18:00 | Mertens 7 | (19–17)  | Kukić 7 | Spodek, Katowice Khán giả: 4,600 Trọng tài: Hansen, Madsen (DEN) |
| 15 tháng 1 năm 2023 18:00 | 5× 1×     | Chi tiết | 2× 1×   | Spodek, Katowice Khán giả: 4,600 Trọng tài: Hansen, Madsen (DEN) |

| 15 tháng 1 năm 2023 20:30 | Qatar             | 29–24    | Algérie       | Spodek, Katowice Khán giả: 3,200 Trọng tài: Emam, Hedaia (EGY) |
| 15 tháng 1 năm 2023 20:30 | Gačević, Madadi 7 | (12–11)  | Abdi, Daoud 5 | Spodek, Katowice Khán giả: 3,200 Trọng tài: Emam, Hedaia (EGY) |
| 15 tháng 1 năm 2023 20:30 | 4× 2×             | chi tiết | 3×            | Spodek, Katowice Khán giả: 3,200 Trọng tài: Emam, Hedaia (EGY) |

| 17 tháng 1 năm 2023 18:00 | Algérie | 21–37    | Đức           | Spodek, Katowice Khán giả: 2,350 Trọng tài: Kiss, Bíró (HUN) |
| 17 tháng 1 năm 2023 18:00 | Abdi 5  | (9–16)   | Kohlbacher 10 | Spodek, Katowice Khán giả: 2,350 Trọng tài: Kiss, Bíró (HUN) |
| 17 tháng 1 năm 2023 18:00 | 2× 1×   | Chi tiết | 1×            | Spodek, Katowice Khán giả: 2,350 Trọng tài: Kiss, Bíró (HUN) |

| 17 tháng 1 năm 2023 20:30 | Qatar       | 24–34    | Serbia        | Spodek, Katowice Khán giả: 1,800 Trọng tài: Horáček, Novotný (CZE) |
| 17 tháng 1 năm 2023 20:30 | 3 cầu thủ 5 | (14–17)  | Radivojević 7 | Spodek, Katowice Khán giả: 1,800 Trọng tài: Horáček, Novotný (CZE) |
| 17 tháng 1 năm 2023 20:30 | 3×          | Chi tiết | 4× 2×         | Spodek, Katowice Khán giả: 1,800 Trọng tài: Horáček, Novotný (CZE) |

### Bảng F
| VT | Đội           | ST | T | H | B | BT | BB  | HS  | Đ | Giành quyền tham dự   |
| -- | ------------- | -- | - | - | - | -- | --- | --- | - | --------------------- |
| 1  | Na Uy         | 3  | 3 | 0 | 0 | 98 | 74  | +24 | 6 | Vòng chính Bảng III   |
| 2  | Hà Lan        | 3  | 2 | 0 | 1 | 89 | 70  | +19 | 4 | Vòng chính Bảng III   |
| 3  | Argentina     | 3  | 1 | 0 | 2 | 75 | 87  | −12 | 2 | Vòng chính Bảng III   |
| 4  | Bắc Macedonia | 3  | 0 | 0 | 3 | 77 | 108 | −31 | 0 | Cúp Chủ tịch Bảng III |

| 13 tháng 1 năm 2023 18:00 | Argentina            | 19–29    | Hà Lan  | Tauron Arena, Kraków Khán giả: 2,418 Trọng tài: Madsen, Hansen (DEN) |
| 13 tháng 1 năm 2023 18:00 | Parker, D. Simonet 5 | (11–14)  | Smits 7 | Tauron Arena, Kraków Khán giả: 2,418 Trọng tài: Madsen, Hansen (DEN) |
| 13 tháng 1 năm 2023 18:00 | 3× 1×                | Chi tiết | 3× 1×   | Tauron Arena, Kraków Khán giả: 2,418 Trọng tài: Madsen, Hansen (DEN) |

| 13 tháng 1 năm 2023 20:30 | Na Uy                  | 39–27    | Bắc Macedonia | Tauron Arena, Kraków Khán giả: 4,048 Trọng tài: Bíró, Kiss (HUN) |
| 13 tháng 1 năm 2023 20:30 | Abelvik Rød, Sagosen 6 | (18–11)  | Taleski 7     | Tauron Arena, Kraków Khán giả: 4,048 Trọng tài: Bíró, Kiss (HUN) |
| 13 tháng 1 năm 2023 20:30 | 2× 1×                  | Chi tiết | 3× 1×         | Tauron Arena, Kraków Khán giả: 4,048 Trọng tài: Bíró, Kiss (HUN) |

| 15 tháng 1 năm 2023 18:00 | Bắc Macedonia           | 24–34    | Hà Lan   | Tauron Arena, Kraków Khán giả: 3,300 Trọng tài: Kurtagic, Wetterwik (SWE) |
| 15 tháng 1 năm 2023 18:00 | Kuzmanovski, Peševski 4 | (11–18)  | Smits 10 | Tauron Arena, Kraków Khán giả: 3,300 Trọng tài: Kurtagic, Wetterwik (SWE) |
| 15 tháng 1 năm 2023 18:00 | 2×                      | Chi tiết | 5× 1×    | Tauron Arena, Kraków Khán giả: 3,300 Trọng tài: Kurtagic, Wetterwik (SWE) |

| 15 tháng 1 năm 2023 20:30 | Na Uy       | 32–21    | Argentina    | Tauron Arena, Kraków Khán giả: 3,750 Trọng tài: A. Konjičanin, D. Konjičanin (BIH) |
| 15 tháng 1 năm 2023 20:30 | 3 cầu thủ 5 | (16–12)  | D. Simonet 7 | Tauron Arena, Kraków Khán giả: 3,750 Trọng tài: A. Konjičanin, D. Konjičanin (BIH) |
| 15 tháng 1 năm 2023 20:30 | 2×          | Chi tiết | 5×           | Tauron Arena, Kraków Khán giả: 3,750 Trọng tài: A. Konjičanin, D. Konjičanin (BIH) |

| 17 tháng 1 năm 2023 18:00 | Bắc Macedonia | 26–35    | Argentina    | Tauron Arena, Kraków Khán giả: 2,214 Trọng tài: Mažeika, Gatelis (LTU) |
| 17 tháng 1 năm 2023 18:00 | Taleski 5     | (11–18)  | D. Simonet 8 | Tauron Arena, Kraków Khán giả: 2,214 Trọng tài: Mažeika, Gatelis (LTU) |
| 17 tháng 1 năm 2023 18:00 | 1×            | Chi tiết | 2× 1×        | Tauron Arena, Kraków Khán giả: 2,214 Trọng tài: Mažeika, Gatelis (LTU) |

| 17 tháng 1 năm 2023 20:30 | Hà Lan  | 26–27    | Na Uy     | Tauron Arena, Kraków Khán giả: 2,750 Trọng tài: Gubica, Milošević (CRO) |
| 17 tháng 1 năm 2023 20:30 | Smits 7 | (17–13)  | Sagosen 7 | Tauron Arena, Kraków Khán giả: 2,750 Trọng tài: Gubica, Milošević (CRO) |
| 17 tháng 1 năm 2023 20:30 | 3× 1×   | Chi tiết |           | Tauron Arena, Kraków Khán giả: 2,750 Trọng tài: Gubica, Milošević (CRO) |

### Bảng G
| VT | Đội     | ST | T | H | B | BT | BB  | HS  | Đ | Giành quyền tham dự  |
| -- | ------- | -- | - | - | - | -- | --- | --- | - | -------------------- |
| 1  | Ai Cập  | 3  | 3 | 0 | 0 | 96 | 57  | +39 | 6 | Vòng chính Bảng IV   |
| 2  | Croatia | 3  | 2 | 0 | 1 | 98 | 77  | +21 | 4 | Vòng chính Bảng IV   |
| 3  | Hoa Kỳ  | 3  | 1 | 0 | 2 | 66 | 102 | −36 | 2 | Vòng chính Bảng IV   |
| 4  | Maroc   | 3  | 0 | 0 | 3 | 70 | 94  | −24 | 0 | Cúp Chủ tịch Bảng IV |

| 13 tháng 1 năm 2023 18:00 | Maroc       | 27–28    | Hoa Kỳ   | Husqvarna Garden, Jönköping Khán giả: 4,817 Trọng tài: Kleven, Jørum (NOR) |
| 13 tháng 1 năm 2023 18:00 | Harchaoui 5 | (12–12)  | Fofana 6 | Husqvarna Garden, Jönköping Khán giả: 4,817 Trọng tài: Kleven, Jørum (NOR) |
| 13 tháng 1 năm 2023 18:00 | 5× 1×       | Chi tiết | 5× 1×    | Husqvarna Garden, Jönköping Khán giả: 4,817 Trọng tài: Kleven, Jørum (NOR) |

| 13 tháng 1 năm 2023 20:30 | Ai Cập    | 31–22    | Croatia | Husqvarna Garden, Jönköping Khán giả: 5,200 Trọng tài: García, Marín (ESP) |
| 13 tháng 1 năm 2023 20:30 | Mahmoud 7 | (16–12)  | Šipić 5 | Husqvarna Garden, Jönköping Khán giả: 5,200 Trọng tài: García, Marín (ESP) |
| 13 tháng 1 năm 2023 20:30 | 2×        | Chi tiết | 5× 2×   | Husqvarna Garden, Jönköping Khán giả: 5,200 Trọng tài: García, Marín (ESP) |

| 15 tháng 1 năm 2023 18:00 | Ai Cập   | 30–19    | Maroc   | Husqvarna Garden, Jönköping Khán giả: 3,304 Trọng tài: Grillo, Lenci (ARG) |
| 15 tháng 1 năm 2023 18:00 | Kaddah 7 | (13–9)   | Lakbi 5 | Husqvarna Garden, Jönköping Khán giả: 3,304 Trọng tài: Grillo, Lenci (ARG) |
| 15 tháng 1 năm 2023 18:00 | 1×       | Chi tiết | 4× 1×   | Husqvarna Garden, Jönköping Khán giả: 3,304 Trọng tài: Grillo, Lenci (ARG) |

| 15 tháng 1 năm 2023 20:30 | Croatia   | 40–22    | Hoa Kỳ  | Husqvarna Garden, Jönköping Khán giả: 3,423 Trọng tài: Paolantoni, García (ARG) |
| 15 tháng 1 năm 2023 20:30 | Karačić 8 | (20–10)  | Hines 6 | Husqvarna Garden, Jönköping Khán giả: 3,423 Trọng tài: Paolantoni, García (ARG) |
| 15 tháng 1 năm 2023 20:30 | 2× 1×     | Chi tiết | 3×      | Husqvarna Garden, Jönköping Khán giả: 3,423 Trọng tài: Paolantoni, García (ARG) |

| 17 tháng 1 năm 2023 18:00 | Hoa Kỳ           | 16–35    | Ai Cập      | Husqvarna Garden, Jönköping Khán giả: 2,603 Trọng tài: Sekulić, Jovandić (SRB) |
| 17 tháng 1 năm 2023 18:00 | Amitović, Chan 4 | (7–19)   | 4 cầu thủ 4 | Husqvarna Garden, Jönköping Khán giả: 2,603 Trọng tài: Sekulić, Jovandić (SRB) |
| 17 tháng 1 năm 2023 18:00 | 2× 1×            | Chi tiết | 2×          | Husqvarna Garden, Jönköping Khán giả: 2,603 Trọng tài: Sekulić, Jovandić (SRB) |

| 17 tháng 1 năm 2023 20:30 | Croatia   | 36–24    | Maroc                 | Husqvarna Garden, Jönköping Khán giả: 2,617 Trọng tài: C. Bonaventura, J. Bonaventura (FRA) |
| 17 tháng 1 năm 2023 20:30 | Cindrić 9 | (15–13)  | El Hakimy, Rezzouki 5 | Husqvarna Garden, Jönköping Khán giả: 2,617 Trọng tài: C. Bonaventura, J. Bonaventura (FRA) |
| 17 tháng 1 năm 2023 20:30 | 4× 1×     | Chi tiết | 4×                    | Husqvarna Garden, Jönköping Khán giả: 2,617 Trọng tài: C. Bonaventura, J. Bonaventura (FRA) |

### Bảng H
| VT | Đội      | ST | T | H | B | BT  | BB  | HS  | Đ | Giành quyền tham dự  |
| -- | -------- | -- | - | - | - | --- | --- | --- | - | -------------------- |
| 1  | Đan Mạch | 3  | 3 | 0 | 0 | 113 | 70  | +43 | 6 | Vòng chính Bảng IV   |
| 2  | Bahrain  | 3  | 1 | 1 | 1 | 78  | 91  | −13 | 3 | Vòng chính Bảng IV   |
| 3  | Bỉ       | 3  | 1 | 0 | 2 | 87  | 102 | −15 | 2 | Vòng chính Bảng IV   |
| 4  | Tunisia  | 3  | 0 | 1 | 2 | 77  | 92  | −15 | 1 | Cúp Chủ tịch Bảng IV |

| 13 tháng 1 năm 2023 18:00 | Bahrain  | 27–27    | Tunisia | Malmö Arena, Malmö Khán giả: 8,870 Trọng tài: Nachevski, Nikolov (MKD) |
| 13 tháng 1 năm 2023 18:00 | Jalal 10 | (16–15)  | Rzig 8  | Malmö Arena, Malmö Khán giả: 8,870 Trọng tài: Nachevski, Nikolov (MKD) |
| 13 tháng 1 năm 2023 18:00 | 2× 1×    | Chi tiết | 3× 1×   | Malmö Arena, Malmö Khán giả: 8,870 Trọng tài: Nachevski, Nikolov (MKD) |

| 13 tháng 1 năm 2023 20:30 | Đan Mạch     | 43–28    | Bỉ       | Malmö Arena, Malmö Khán giả: 12,426 Trọng tài: Paolantoni, García (ARG) |
| 13 tháng 1 năm 2023 20:30 | M. Hansen 10 | (22–15)  | Brixhe 5 | Malmö Arena, Malmö Khán giả: 12,426 Trọng tài: Paolantoni, García (ARG) |
| 13 tháng 1 năm 2023 20:30 | 2× 1×        | Chi tiết | 5×       | Malmö Arena, Malmö Khán giả: 12,426 Trọng tài: Paolantoni, García (ARG) |

| 15 tháng 1 năm 2023 18:00 | Bỉ       | 31–29    | Tunisia | Malmö Arena, Malmö Khán giả: 1,023 Trọng tài: García, Marín (ESP) |
| 15 tháng 1 năm 2023 18:00 | Qerimi 6 | (17–16)  | Maoua 4 | Malmö Arena, Malmö Khán giả: 1,023 Trọng tài: García, Marín (ESP) |
| 15 tháng 1 năm 2023 18:00 | 6×       | Chi tiết | 2× 1×   | Malmö Arena, Malmö Khán giả: 1,023 Trọng tài: García, Marín (ESP) |

| 15 tháng 1 năm 2023 20:30 | Đan Mạch | 36–21    | Bahrain    | Malmö Arena, Malmö Khán giả: 10,566 Trọng tài: Schulze, Tönnies (GER) |
| 15 tháng 1 năm 2023 20:30 | Gidsel 9 | (16–9)   | A. Merza 5 | Malmö Arena, Malmö Khán giả: 10,566 Trọng tài: Schulze, Tönnies (GER) |
| 15 tháng 1 năm 2023 20:30 |          | Chi tiết | 2×         | Malmö Arena, Malmö Khán giả: 10,566 Trọng tài: Schulze, Tönnies (GER) |

| 17 tháng 1 năm 2023 18:00 | Bỉ        | 28–30    | Bahrain    | Malmö Arena, Malmö Khán giả: 9,350 Trọng tài: Grillo, Lenci (ARG) |
| 17 tháng 1 năm 2023 18:00 | Kotters 8 | (12–15)  | A. Merza 6 | Malmö Arena, Malmö Khán giả: 9,350 Trọng tài: Grillo, Lenci (ARG) |
| 17 tháng 1 năm 2023 18:00 | 3× 1×     | Chi tiết | 5×         | Malmö Arena, Malmö Khán giả: 9,350 Trọng tài: Grillo, Lenci (ARG) |

| 17 tháng 1 năm 2023 20:30 | Tunisia   | 21–34    | Đan Mạch | Malmö Arena, Malmö Khán giả: 10,143 Trọng tài: Pavićević, Ražnatović (MNE) |
| 17 tháng 1 năm 2023 20:30 | Darmoul 6 | (14–19)  | Gidsel 8 | Malmö Arena, Malmö Khán giả: 10,143 Trọng tài: Pavićević, Ražnatović (MNE) |
| 17 tháng 1 năm 2023 20:30 | 3× 1×     | Chi tiết | 2×       | Malmö Arena, Malmö Khán giả: 10,143 Trọng tài: Pavićević, Ražnatović (MNE) |

## Cúp Chủ tịch

### Bảng I
| VT | Đội         | ST | T | H | B | BT | BB | HS  | Đ | Giành quyền tham dự |
| -- | ----------- | -- | - | - | - | -- | -- | --- | - | ------------------- |
| 1  | Chile       | 3  | 3 | 0 | 0 | 93 | 73 | +20 | 6 | Tranh hạng 25       |
| 2  | Hàn Quốc    | 3  | 2 | 0 | 1 | 97 | 86 | +11 | 4 | Tranh hạng 27       |
| 3  | Ả Rập Xê Út | 3  | 1 | 0 | 2 | 74 | 87 | −13 | 2 | Tranh hạng 29       |
| 4  | Uruguay     | 3  | 0 | 0 | 3 | 81 | 99 | −18 | 0 | Tranh hạng 31       |

| 18 tháng 1 năm 2023 15:30 | Chile            | 26–23    | Ả Rập Xê Út   | Orlen Arena, Płock Khán giả: 600 Trọng tài: Özdeniz, Erdoğan (TUR) |
| 18 tháng 1 năm 2023 15:30 | Er. Feuchtmann 8 | (12–13)  | Al-Abdulali 7 | Orlen Arena, Płock Khán giả: 600 Trọng tài: Özdeniz, Erdoğan (TUR) |
| 18 tháng 1 năm 2023 15:30 | 3× 1×            | Chi tiết | 3× 2× 1×      | Orlen Arena, Płock Khán giả: 600 Trọng tài: Özdeniz, Erdoğan (TUR) |

| 18 tháng 1 năm 2023 18:00 | Uruguay | 30–37    | Hàn Quốc     | Orlen Arena, Płock Khán giả: 800 Trọng tài: Emam, Hedaia (EGY) |
| 18 tháng 1 năm 2023 18:00 | Rubbo 8 | (15–23)  | Ha T., Jin 6 | Orlen Arena, Płock Khán giả: 800 Trọng tài: Emam, Hedaia (EGY) |
| 18 tháng 1 năm 2023 18:00 | 4× 1×   | Chi tiết | 4× 2× 1×     | Orlen Arena, Płock Khán giả: 800 Trọng tài: Emam, Hedaia (EGY) |

| 20 tháng 1 năm 2023 15:30 | Chile            | 34–24    | Uruguay            | Orlen Arena, Płock Khán giả: 600 Trọng tài: García, Paolantoni (ARG) |
| 20 tháng 1 năm 2023 15:30 | Er. Feuchtmann 6 | (17–13)  | De Agrela, Rubbo 4 | Orlen Arena, Płock Khán giả: 600 Trọng tài: García, Paolantoni (ARG) |
| 20 tháng 1 năm 2023 15:30 | 3× 1×            | Chi tiết | 5× 1×              | Orlen Arena, Płock Khán giả: 600 Trọng tài: García, Paolantoni (ARG) |

| 20 tháng 1 năm 2023 18:00 | Ả Rập Xê Út           | 23–34    | Hàn Quốc | Orlen Arena, Płock Khán giả: 1,200 Trọng tài: Santos, Fonseca (POR) |
| 20 tháng 1 năm 2023 18:00 | Al-Abbas, Al-Hassan 4 | (12–17)  | Jang 11  | Orlen Arena, Płock Khán giả: 1,200 Trọng tài: Santos, Fonseca (POR) |
| 20 tháng 1 năm 2023 18:00 | 7× 1×                 | Chi tiết | 8×       | Orlen Arena, Płock Khán giả: 1,200 Trọng tài: Santos, Fonseca (POR) |

| 22 tháng 1 năm 2023 13:00 | Hàn Quốc | 26–33    | Chile            | Orlen Arena, Płock Khán giả: 650 Trọng tài: Merz, Kuttler (GER) |
| 22 tháng 1 năm 2023 13:00 | Kang 6   | (16–16)  | Er. Feuchtmann 9 | Orlen Arena, Płock Khán giả: 650 Trọng tài: Merz, Kuttler (GER) |
| 22 tháng 1 năm 2023 13:00 | 4× 2× 1× | Chi tiết | 6×               | Orlen Arena, Płock Khán giả: 650 Trọng tài: Merz, Kuttler (GER) |

| 22 tháng 1 năm 2023 15:30 | Ả Rập Xê Út    | 28–27    | Uruguay  | Orlen Arena, Płock Khán giả: 1,250 Trọng tài: Emam, Hedaia (EGY) |
| 22 tháng 1 năm 2023 15:30 | Ma. Al-Salem 8 | (15–14)  | Rubbo 11 | Orlen Arena, Płock Khán giả: 1,250 Trọng tài: Emam, Hedaia (EGY) |
| 22 tháng 1 năm 2023 15:30 | 3× 1×          | Chi tiết | 5× 1×    | Orlen Arena, Płock Khán giả: 1,250 Trọng tài: Emam, Hedaia (EGY) |

### Bảng II
| VT | Đội           | ST | T | H | B | BT  | BB | HS  | Đ | Giành quyền tham dự |
| -- | ------------- | -- | - | - | - | --- | -- | --- | - | ------------------- |
| 1  | Tunisia       | 3  | 3 | 0 | 0 | 93  | 78 | +15 | 6 | Tranh hạng 25       |
| 2  | Bắc Macedonia | 3  | 2 | 0 | 1 | 108 | 83 | +25 | 4 | Tranh hạng 27       |
| 3  | Maroc         | 3  | 1 | 0 | 2 | 78  | 97 | −19 | 2 | Tranh hạng 29       |
| 4  | Algérie       | 3  | 0 | 0 | 3 | 77  | 98 | −21 | 0 | Tranh hạng 31       |

| 19 tháng 1 năm 2023 15:30 | Algérie | 25–40    | Bắc Macedonia        | Orlen Arena, Płock Khán giả: 600 Trọng tài: Koo, Lee (KOR) |
| 19 tháng 1 năm 2023 15:30 | Daoud 5 | (11–19)  | Manaskov, Peševski 7 | Orlen Arena, Płock Khán giả: 600 Trọng tài: Koo, Lee (KOR) |
| 19 tháng 1 năm 2023 15:30 | 4× 1×   | Chi tiết | 2×                   | Orlen Arena, Płock Khán giả: 600 Trọng tài: Koo, Lee (KOR) |

| 19 tháng 1 năm 2023 18:00 | Maroc      | 25–30    | Tunisia | Orlen Arena, Płock Khán giả: 800 Trọng tài: Santos, Fonseca (POR) |
| 19 tháng 1 năm 2023 18:00 | Rezzouki 9 | (13–13)  | Rzig 8  | Orlen Arena, Płock Khán giả: 800 Trọng tài: Santos, Fonseca (POR) |
| 19 tháng 1 năm 2023 18:00 | 6× 1×      | Chi tiết | 6×      | Orlen Arena, Płock Khán giả: 800 Trọng tài: Santos, Fonseca (POR) |

| 21 tháng 1 năm 2023 15:30 | Algérie | 27–28    | Maroc       | Orlen Arena, Płock Khán giả: 900 Trọng tài: Erdoğan, Özdeniz (TUR) |
| 21 tháng 1 năm 2023 15:30 | Abdi 7  | (15–13)  | Harchaoui 5 | Orlen Arena, Płock Khán giả: 900 Trọng tài: Erdoğan, Özdeniz (TUR) |
| 21 tháng 1 năm 2023 15:30 | 4× 1×   | Chi tiết | 4× 3×       | Orlen Arena, Płock Khán giả: 900 Trọng tài: Erdoğan, Özdeniz (TUR) |

| 21 tháng 1 năm 2023 18:00 | Bắc Macedonia | 28–33    | Tunisia   | Orlen Arena, Płock Khán giả: 1,300 Trọng tài: Paolantoni, García (ARG) |
| 21 tháng 1 năm 2023 18:00 | Kuzmanovski 8 | (14–16)  | Darmoul 7 | Orlen Arena, Płock Khán giả: 1,300 Trọng tài: Paolantoni, García (ARG) |
| 21 tháng 1 năm 2023 18:00 | 7× 1×         | Chi tiết | 9× 3× 1×  | Orlen Arena, Płock Khán giả: 1,300 Trọng tài: Paolantoni, García (ARG) |

| 23 tháng 1 năm 2023 15:30 | Tunisia     | 30–25    | Algérie | Orlen Arena, Płock Khán giả: 800 Trọng tài: Grillo, Lenci (ARG) |
| 23 tháng 1 năm 2023 15:30 | Boughanmi 8 | (15–12)  | Abdi 8  | Orlen Arena, Płock Khán giả: 800 Trọng tài: Grillo, Lenci (ARG) |
| 23 tháng 1 năm 2023 15:30 | 2× 1×       | Chi tiết | 2×      | Orlen Arena, Płock Khán giả: 800 Trọng tài: Grillo, Lenci (ARG) |

| 23 tháng 1 năm 2023 18:00 | Bắc Macedonia | 40–25    | Maroc   | Orlen Arena, Płock Khán giả: 1,050 Trọng tài: Koo, Lee (KOR) |
| 23 tháng 1 năm 2023 18:00 | Kuzmanovski 8 | (18–12)  | Zaher 8 | Orlen Arena, Płock Khán giả: 1,050 Trọng tài: Koo, Lee (KOR) |
| 23 tháng 1 năm 2023 18:00 | 3×            | Chi tiết | 1×      | Orlen Arena, Płock Khán giả: 1,050 Trọng tài: Koo, Lee (KOR) |

## Vòng chính

### Bảng I
Kết quả các đội đi tiếp từ Bảng A và Bảng B sẽ được tính vào kết quả của bảng đấu.
| VT | Đội         | ST | T | H | B | BT  | BB  | HS  | Đ  | Giành quyền tham dự |
| -- | ----------- | -- | - | - | - | --- | --- | --- | -- | ------------------- |
| 1  | Pháp        | 5  | 5 | 0 | 0 | 165 | 134 | +31 | 10 | Tứ kết              |
| 2  | Tây Ban Nha | 5  | 4 | 0 | 1 | 149 | 124 | +25 | 8  | Tứ kết              |
| 3  | Slovenia    | 5  | 3 | 0 | 2 | 158 | 133 | +25 | 6  |                     |
| 4  | Ba Lan (H)  | 5  | 2 | 0 | 3 | 123 | 127 | −4  | 4  |                     |
| 5  | Montenegro  | 5  | 1 | 0 | 4 | 126 | 154 | −28 | 2  |                     |
| 6  | Iran        | 5  | 0 | 0 | 5 | 125 | 174 | −49 | 0  |                     |

| 18 tháng 1 năm 2023 15:30 | Iran                 | 21–38    | Slovenia | Tauron Arena, Kraków Khán giả: 1,206 Trọng tài: Bíró, Kiss (HUN) |
| 18 tháng 1 năm 2023 15:30 | Oraei, Sadeghzadeh 4 | (9–20)   | Makuc 6  | Tauron Arena, Kraków Khán giả: 1,206 Trọng tài: Bíró, Kiss (HUN) |
| 18 tháng 1 năm 2023 15:30 | 3×                   | Chi tiết | 5×       | Tauron Arena, Kraków Khán giả: 1,206 Trọng tài: Bíró, Kiss (HUN) |

| 18 tháng 1 năm 2023 18:00 | Pháp          | 35–24    | Montenegro | Tauron Arena, Kraków Khán giả: 2,411 Trọng tài: Kurtagic, Wetterwik (SWE) |
| 18 tháng 1 năm 2023 18:00 | Richardson 10 | (16–13)  | Božović 6  | Tauron Arena, Kraków Khán giả: 2,411 Trọng tài: Kurtagic, Wetterwik (SWE) |
| 18 tháng 1 năm 2023 18:00 | 3× 1×         | Chi tiết | 4× 1×      | Tauron Arena, Kraków Khán giả: 2,411 Trọng tài: Kurtagic, Wetterwik (SWE) |

| 18 tháng 1 năm 2023 20:30 | Tây Ban Nha | 27–23    | Ba Lan  | Tauron Arena, Kraków Khán giả: 7,030 Trọng tài: Hansen, Madsen (DEN) |
| 18 tháng 1 năm 2023 20:30 | 3 cầu thủ 4 | (16–15)  | Sićko 7 | Tauron Arena, Kraków Khán giả: 7,030 Trọng tài: Hansen, Madsen (DEN) |
| 18 tháng 1 năm 2023 20:30 | 3× 1×       | Chi tiết | 2× 1×   | Tauron Arena, Kraków Khán giả: 7,030 Trọng tài: Hansen, Madsen (DEN) |

| 20 tháng 1 năm 2023 15:30 | Slovenia  | 26–31    | Tây Ban Nha | Tauron Arena, Kraków Khán giả: 2,100 Trọng tài: Kurtagic, Wetterwik (SWE) |
| 20 tháng 1 năm 2023 15:30 | Dolenec 7 | (15–15)  | Odriozola 6 | Tauron Arena, Kraków Khán giả: 2,100 Trọng tài: Kurtagic, Wetterwik (SWE) |
| 20 tháng 1 năm 2023 15:30 | 4× 2×     | Chi tiết | 3×          | Tauron Arena, Kraków Khán giả: 2,100 Trọng tài: Kurtagic, Wetterwik (SWE) |

| 20 tháng 1 năm 2023 18:00 | Iran        | 29–41    | Pháp             | Tauron Arena, Kraków Khán giả: 4,150 Trọng tài: Gubica, Milošević (CRO) |
| 20 tháng 1 năm 2023 18:00 | 3 cầu thủ 4 | (14–18)  | Briet, Tournat 6 | Tauron Arena, Kraków Khán giả: 4,150 Trọng tài: Gubica, Milošević (CRO) |
| 20 tháng 1 năm 2023 18:00 | 7×          | Chi tiết | 1×               | Tauron Arena, Kraków Khán giả: 4,150 Trọng tài: Gubica, Milošević (CRO) |

| 20 tháng 1 năm 2023 20:30 | Montenegro   | 20–27    | Ba Lan        | Tauron Arena, Kraków Khán giả: 9,087 Trọng tài: Brunner, Salah (SUI) |
| 20 tháng 1 năm 2023 20:30 | M. Vujović 6 | (8–11)   | Jędraszczyk 6 | Tauron Arena, Kraków Khán giả: 9,087 Trọng tài: Brunner, Salah (SUI) |
| 20 tháng 1 năm 2023 20:30 | 3×           | Chi tiết | 3× 1×         | Tauron Arena, Kraków Khán giả: 9,087 Trọng tài: Brunner, Salah (SUI) |

| 22 tháng 1 năm 2023 15:30 | Montenegro | 23–31    | Slovenia | Tauron Arena, Kraków Khán giả: 3,200 Trọng tài: Gubica, Milošević (CRO) |
| 22 tháng 1 năm 2023 15:30 | Vujačić 5  | (8–15)   | Vlah 6   | Tauron Arena, Kraków Khán giả: 3,200 Trọng tài: Gubica, Milošević (CRO) |
| 22 tháng 1 năm 2023 15:30 | 2×         | Chi tiết | 5×       | Tauron Arena, Kraków Khán giả: 3,200 Trọng tài: Gubica, Milošević (CRO) |

| 22 tháng 1 năm 2023 18:00 | Iran             | 22–26    | Ba Lan      | Tauron Arena, Kraków Khán giả: 11,221 Trọng tài: Gatelis, Mažeika (LTU) |
| 22 tháng 1 năm 2023 18:00 | Oraei, Sadeghi 6 | (10–16)  | Pietrasik 6 | Tauron Arena, Kraków Khán giả: 11,221 Trọng tài: Gatelis, Mažeika (LTU) |
| 22 tháng 1 năm 2023 18:00 | 4× 1×            | Chi tiết | 2× 1×       | Tauron Arena, Kraków Khán giả: 11,221 Trọng tài: Gatelis, Mažeika (LTU) |

| 22 tháng 1 năm 2023 21:00 | Tây Ban Nha | 26–28    | Pháp        | Tauron Arena, Kraków Khán giả: 7,000 Trọng tài: Nachevski, Nikolov (MKD) |
| 22 tháng 1 năm 2023 21:00 | Fernández 7 | (13–13)  | 4 cầu thủ 4 | Tauron Arena, Kraków Khán giả: 7,000 Trọng tài: Nachevski, Nikolov (MKD) |
| 22 tháng 1 năm 2023 21:00 | 5×          | Chi tiết | 3×          | Tauron Arena, Kraków Khán giả: 7,000 Trọng tài: Nachevski, Nikolov (MKD) |

### Bảng II
Kết quả các đội đi tiếp từ Bảng C và Bảng D sẽ được tính vào kết quả của bảng đấu.
| VT | Đội           | ST | T | H | B | BT  | BB  | HS  | Đ  | Giành quyền tham dự |
| -- | ------------- | -- | - | - | - | --- | --- | --- | -- | ------------------- |
| 1  | Thụy Điển (H) | 5  | 5 | 0 | 0 | 164 | 133 | +31 | 10 | Tứ kết              |
| 2  | Hungary       | 5  | 3 | 0 | 2 | 148 | 147 | +1  | 6  | Tứ kết              |
| 3  | Iceland       | 5  | 3 | 0 | 2 | 169 | 158 | +11 | 6  |                     |
| 4  | Bồ Đào Nha    | 5  | 2 | 1 | 2 | 146 | 133 | +13 | 5  |                     |
| 5  | Brasil        | 5  | 1 | 1 | 3 | 138 | 151 | −13 | 3  |                     |
| 6  | Cabo Verde    | 5  | 0 | 0 | 5 | 138 | 181 | −43 | 0  |                     |

1. 1 2  Iceland 28–30 Hungary

| 18 tháng 1 năm 2023 15:30 | Bồ Đào Nha | 28–28    | Brasil    | Scandinavium, Gothenburg Khán giả: 2,301 Trọng tài: C. Bonaventura, J. Bonaventura (FRA) |
| 18 tháng 1 năm 2023 15:30 | Areia 7    | (12–11)  | Dupoux 10 | Scandinavium, Gothenburg Khán giả: 2,301 Trọng tài: C. Bonaventura, J. Bonaventura (FRA) |
| 18 tháng 1 năm 2023 15:30 | 1×         | Chi tiết | 3×        | Scandinavium, Gothenburg Khán giả: 2,301 Trọng tài: C. Bonaventura, J. Bonaventura (FRA) |

| 18 tháng 1 năm 2023 18:00 | Cabo Verde | 30–40    | Iceland      | Scandinavium, Gothenburg Khán giả: 5,723 Trọng tài: Belkhiri, Hamidi (ALG) |
| 18 tháng 1 năm 2023 18:00 | D. Pina 11 | (13–18)  | Guðjónsson 6 | Scandinavium, Gothenburg Khán giả: 5,723 Trọng tài: Belkhiri, Hamidi (ALG) |
| 18 tháng 1 năm 2023 18:00 | 4×         | Chi tiết | 3× 1×        | Scandinavium, Gothenburg Khán giả: 5,723 Trọng tài: Belkhiri, Hamidi (ALG) |

| 18 tháng 1 năm 2023 20:30 | Thụy Điển | 37–28    | Hungary | Scandinavium, Gothenburg Khán giả: 9,256 Trọng tài: Schulze, Tönnies (GER) |
| 18 tháng 1 năm 2023 20:30 | Wanne 9   | (18–14)  | Rosta 7 | Scandinavium, Gothenburg Khán giả: 9,256 Trọng tài: Schulze, Tönnies (GER) |
| 18 tháng 1 năm 2023 20:30 | 2×        | Chi tiết | 3× 1×   | Scandinavium, Gothenburg Khán giả: 9,256 Trọng tài: Schulze, Tönnies (GER) |

| 20 tháng 1 năm 2023 15:30 | Cabo Verde | 23–35    | Bồ Đào Nha | Scandinavium, Gothenburg Khán giả: 3,110 Trọng tài: Merz, Kuttler (GER) |
| 20 tháng 1 năm 2023 15:30 | D. Pina 6  | (12–14)  | Areia 9    | Scandinavium, Gothenburg Khán giả: 3,110 Trọng tài: Merz, Kuttler (GER) |
| 20 tháng 1 năm 2023 15:30 | 9× 1×      | Chi tiết | 2×         | Scandinavium, Gothenburg Khán giả: 3,110 Trọng tài: Merz, Kuttler (GER) |

| 20 tháng 1 năm 2023 18:00 | Brasil           | 25–28    | Hungary | Scandinavium, Gothenburg Khán giả: 7,317 Trọng tài: Pavićević, Ražnatović (MNE) |
| 20 tháng 1 năm 2023 18:00 | Monta da Silva 6 | (14–14)  | Lékai 7 | Scandinavium, Gothenburg Khán giả: 7,317 Trọng tài: Pavićević, Ražnatović (MNE) |
| 20 tháng 1 năm 2023 18:00 | 3× 1×            | Chi tiết | 6× 1×   | Scandinavium, Gothenburg Khán giả: 7,317 Trọng tài: Pavićević, Ražnatović (MNE) |

| 20 tháng 1 năm 2023 20:30 | Iceland   | 30–35    | Thụy Điển | Scandinavium, Gothenburg Khán giả: 11,801 Trọng tài: Nachevski, Nikolov (MKD) |
| 20 tháng 1 năm 2023 20:30 | Elísson 8 | (16–17)  | Pellas 8  | Scandinavium, Gothenburg Khán giả: 11,801 Trọng tài: Nachevski, Nikolov (MKD) |
| 20 tháng 1 năm 2023 20:30 | 4× 1×     | Chi tiết | 5× 1×     | Scandinavium, Gothenburg Khán giả: 11,801 Trọng tài: Nachevski, Nikolov (MKD) |

| 22 tháng 1 năm 2023 15:30 | Cabo Verde  | 30–42    | Hungary     | Scandinavium, Gothenburg Khán giả: 3,899 Trọng tài: Sekulić, Jovandić (SRB) |
| 22 tháng 1 năm 2023 15:30 | B. Landim 8 | (15–22)  | 3 cầu thủ 7 | Scandinavium, Gothenburg Khán giả: 3,899 Trọng tài: Sekulić, Jovandić (SRB) |
| 22 tháng 1 năm 2023 15:30 | 4×          | Chi tiết | 1×          | Scandinavium, Gothenburg Khán giả: 3,899 Trọng tài: Sekulić, Jovandić (SRB) |

| 22 tháng 1 năm 2023 18:00 | Brasil   | 37–41    | Iceland   | Scandinavium, Gothenburg Khán giả: 9,871 Trọng tài: K. Gasmi, R. Gasmi (FRA) |
| 22 tháng 1 năm 2023 18:00 | Dupoux 8 | (22–18)  | Elísson 9 | Scandinavium, Gothenburg Khán giả: 9,871 Trọng tài: K. Gasmi, R. Gasmi (FRA) |
| 22 tháng 1 năm 2023 18:00 | 3× 1×    | Chi tiết | 6× 1×     | Scandinavium, Gothenburg Khán giả: 9,871 Trọng tài: K. Gasmi, R. Gasmi (FRA) |

| 22 tháng 1 năm 2023 20:30 | Thụy Điển       | 32–30    | Bồ Đào Nha | Scandinavium, Gothenburg Khán giả: 11,670 Trọng tài: C. Bonaventura, J. Bonaventura (FRA) |
| 22 tháng 1 năm 2023 20:30 | D. Pettersson 8 | (13–14)  | Areia 8    | Scandinavium, Gothenburg Khán giả: 11,670 Trọng tài: C. Bonaventura, J. Bonaventura (FRA) |
| 22 tháng 1 năm 2023 20:30 | 1×              | Chi tiết | 6× 2×      | Scandinavium, Gothenburg Khán giả: 11,670 Trọng tài: C. Bonaventura, J. Bonaventura (FRA) |

### Bảng III
Kết quả các đội đi tiếp từ Bảng E và Bảng F sẽ được tính vào kết quả của bảng đấu.
| VT | Đội       | ST | T | H | B | BT  | BB  | HS  | Đ  | Giành quyền tham dự |
| -- | --------- | -- | - | - | - | --- | --- | --- | -- | ------------------- |
| 1  | Na Uy     | 5  | 5 | 0 | 0 | 148 | 118 | +30 | 10 | Tứ kết              |
| 2  | Đức       | 5  | 4 | 0 | 1 | 163 | 133 | +30 | 8  | Tứ kết              |
| 3  | Serbia    | 5  | 3 | 0 | 2 | 155 | 141 | +14 | 6  |                     |
| 4  | Hà Lan    | 5  | 2 | 0 | 3 | 143 | 141 | +2  | 4  |                     |
| 5  | Argentina | 5  | 1 | 0 | 4 | 107 | 150 | −43 | 2  |                     |
| 6  | Qatar     | 5  | 0 | 0 | 5 | 120 | 153 | −33 | 0  |                     |

| 19 tháng 1 năm 2023 15:30 | Qatar     | 30–32    | Hà Lan             | Spodek, Katowice Khán giả: 1,900 Trọng tài: Gatelis, Mažeika (LTU) |
| 19 tháng 1 năm 2023 15:30 | Madadi 11 | (19–15)  | Smits, Ten Velde 8 | Spodek, Katowice Khán giả: 1,900 Trọng tài: Gatelis, Mažeika (LTU) |
| 19 tháng 1 năm 2023 15:30 | 6×        | Chi tiết | 6× 1×              | Spodek, Katowice Khán giả: 1,900 Trọng tài: Gatelis, Mažeika (LTU) |

| 19 tháng 1 năm 2023 18:00 | Đức         | 39–19    | Argentina       | Spodek, Katowice Khán giả: 3,150 Trọng tài: Horáček, Novotný (CZE) |
| 19 tháng 1 năm 2023 18:00 | 3 cầu thủ 5 | (24–11)  | Martínez Cami 5 | Spodek, Katowice Khán giả: 3,150 Trọng tài: Horáček, Novotný (CZE) |
| 19 tháng 1 năm 2023 18:00 | 3×          | Chi tiết | 4×              | Spodek, Katowice Khán giả: 3,150 Trọng tài: Horáček, Novotný (CZE) |

| 19 tháng 1 năm 2023 20:30 | Na Uy               | 31–28    | Serbia      | Spodek, Katowice Khán giả: 3,500 Trọng tài: Brunner, Salah (SUI) |
| 19 tháng 1 năm 2023 20:30 | Barthold, Sagosen 5 | (14–17)  | 3 cầu thủ 5 | Spodek, Katowice Khán giả: 3,500 Trọng tài: Brunner, Salah (SUI) |
| 19 tháng 1 năm 2023 20:30 | 3×                  | Chi tiết | 4× 1×       | Spodek, Katowice Khán giả: 3,500 Trọng tài: Brunner, Salah (SUI) |

| 21 tháng 1 năm 2023 15:30 | Serbia        | 28–22    | Argentina  | Spodek, Katowice Khán giả: 2,550 Trọng tài: Belkhiri, Hamidi (ALG) |
| 21 tháng 1 năm 2023 15:30 | Radivojević 6 | (12–10)  | Lombardi 9 | Spodek, Katowice Khán giả: 2,550 Trọng tài: Belkhiri, Hamidi (ALG) |
| 21 tháng 1 năm 2023 15:30 | 5× 1×         | Chi tiết | 4× 1×      | Spodek, Katowice Khán giả: 2,550 Trọng tài: Belkhiri, Hamidi (ALG) |

| 21 tháng 1 năm 2023 18:00 | Qatar     | 17–30    | Na Uy                   | Spodek, Katowice Khán giả: 5,100 Trọng tài: Bíró, Kiss (HUN) |
| 21 tháng 1 năm 2023 18:00 | Abdalla 5 | (9–14)   | Bjørnsen, Johannessen 6 | Spodek, Katowice Khán giả: 5,100 Trọng tài: Bíró, Kiss (HUN) |
| 21 tháng 1 năm 2023 18:00 | 2×        | Chi tiết | 1×                      | Spodek, Katowice Khán giả: 5,100 Trọng tài: Bíró, Kiss (HUN) |

| 21 tháng 1 năm 2023 20:30 | Hà Lan  | 26–33    | Đức     | Spodek, Katowice Khán giả: 6,250 Trọng tài: Madsen, Hansen (DEN) |
| 21 tháng 1 năm 2023 20:30 | Smits 6 | (12–15)  | Knorr 9 | Spodek, Katowice Khán giả: 6,250 Trọng tài: Madsen, Hansen (DEN) |
| 21 tháng 1 năm 2023 20:30 | 2× 1×   | Chi tiết | 4× 1×   | Spodek, Katowice Khán giả: 6,250 Trọng tài: Madsen, Hansen (DEN) |

| 23 tháng 1 năm 2023 15:30 | Qatar    | 22–26    | Argentina    | Spodek, Katowice Khán giả: 1,850 Trọng tài: Santos, Fonseca (POR) |
| 23 tháng 1 năm 2023 15:30 | Madadi 8 | (9–12)   | I. Pizarro 9 | Spodek, Katowice Khán giả: 1,850 Trọng tài: Santos, Fonseca (POR) |
| 23 tháng 1 năm 2023 15:30 | 3× 1×    | Chi tiết | 4×           | Spodek, Katowice Khán giả: 1,850 Trọng tài: Santos, Fonseca (POR) |

| 23 tháng 1 năm 2023 18:00 | Serbia          | 32–30    | Hà Lan    | Spodek, Katowice Khán giả: 3,100 Trọng tài: Horáček, Novotný (CZE) |
| 23 tháng 1 năm 2023 18:00 | Milosavljević 9 | (15–17)  | Baijens 7 | Spodek, Katowice Khán giả: 3,100 Trọng tài: Horáček, Novotný (CZE) |
| 23 tháng 1 năm 2023 18:00 | 4× 1×           | Chi tiết | 9× 1×     | Spodek, Katowice Khán giả: 3,100 Trọng tài: Horáček, Novotný (CZE) |

| 23 tháng 1 năm 2023 20:30 | Đức     | 26–28    | Na Uy         | Spodek, Katowice Khán giả: 4,100 Trọng tài: Milošević, Gubica (CRO) |
| 23 tháng 1 năm 2023 20:30 | Knorr 8 | (16–18)  | Johannessen 5 | Spodek, Katowice Khán giả: 4,100 Trọng tài: Milošević, Gubica (CRO) |
| 23 tháng 1 năm 2023 20:30 | 1×      | Chi tiết | 4× 1×         | Spodek, Katowice Khán giả: 4,100 Trọng tài: Milošević, Gubica (CRO) |

### Bảng IV

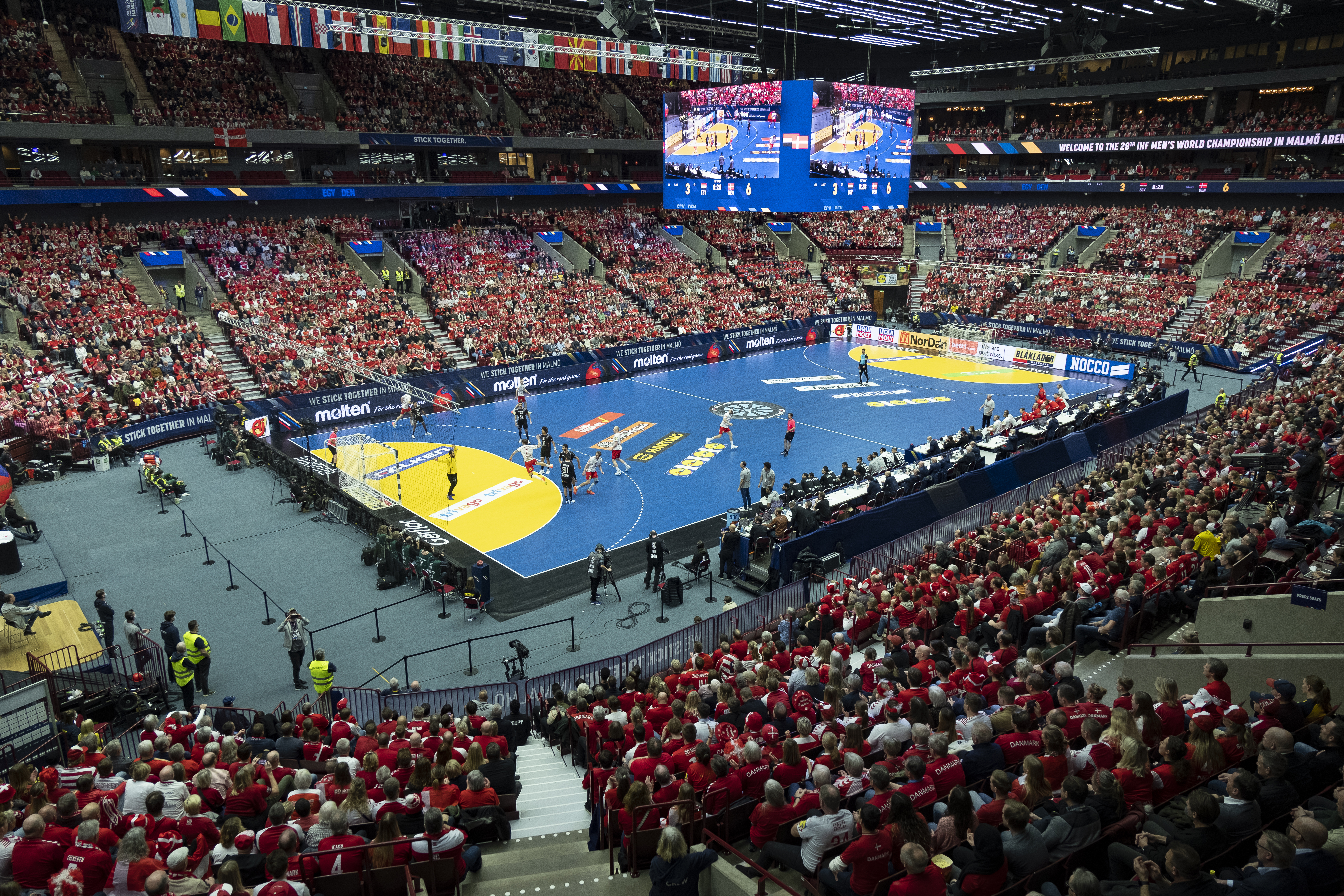
Trận đấu giữa Đan Mạch và Ai Cập diễn ra vào ngày 23 tháng 1 năm 2023.

Kết quả các đội đi tiếp từ Bảng G và Bảng H sẽ được tính vào kết quả của bảng đấu.
| VT | Đội      | ST | T | H | B | BT  | BB  | HS  | Đ | Giành quyền tham dự |
| -- | -------- | -- | - | - | - | --- | --- | --- | - | ------------------- |
| 1  | Đan Mạch | 5  | 4 | 1 | 0 | 174 | 130 | +44 | 9 | Tứ kết              |
| 2  | Ai Cập   | 5  | 4 | 0 | 1 | 150 | 118 | +32 | 8 | Tứ kết              |
| 3  | Croatia  | 5  | 3 | 1 | 1 | 171 | 143 | +28 | 7 |                     |
| 4  | Bahrain  | 5  | 2 | 0 | 3 | 137 | 160 | −23 | 4 |                     |
| 5  | Hoa Kỳ   | 5  | 1 | 0 | 4 | 113 | 162 | −49 | 2 |                     |
| 6  | Bỉ       | 5  | 0 | 0 | 5 | 132 | 164 | −32 | 0 |                     |

| 19 tháng 1 năm 2023 15:30 | Hoa Kỳ      | 27–32    | Bahrain      | Malmö Arena, Malmö Khán giả: 1,891 Trọng tài: K. Gasmi, R. Gasmi (FRA) |
| 19 tháng 1 năm 2023 15:30 | Hoddersen 6 | (13–17)  | Al-Sayyad 11 | Malmö Arena, Malmö Khán giả: 1,891 Trọng tài: K. Gasmi, R. Gasmi (FRA) |
| 19 tháng 1 năm 2023 15:30 | 3× 1×       | Chi tiết | 4×           | Malmö Arena, Malmö Khán giả: 1,891 Trọng tài: K. Gasmi, R. Gasmi (FRA) |

| 19 tháng 1 năm 2023 18:00 | Ai Cập    | 33–28    | Bỉ       | Malmö Arena, Malmö Khán giả: 8,784 Trọng tài: Lah, Sok (SLO) |
| 19 tháng 1 năm 2023 18:00 | Mahmoud 7 | (22–15)  | Danesi 9 | Malmö Arena, Malmö Khán giả: 8,784 Trọng tài: Lah, Sok (SLO) |
| 19 tháng 1 năm 2023 18:00 | 3×        | Chi tiết | 4× 1×    | Malmö Arena, Malmö Khán giả: 8,784 Trọng tài: Lah, Sok (SLO) |

| 19 tháng 1 năm 2023 20:30 | Đan Mạch  | 32–32    | Croatia | Malmö Arena, Malmö Khán giả: 10,420 Trọng tài: García, Marín (ESP) |
| 19 tháng 1 năm 2023 20:30 | Pytlick 9 | (15–16)  | Šipić 9 | Malmö Arena, Malmö Khán giả: 10,420 Trọng tài: García, Marín (ESP) |
| 19 tháng 1 năm 2023 20:30 | 5×        | Chi tiết | 8× 2×   | Malmö Arena, Malmö Khán giả: 10,420 Trọng tài: García, Marín (ESP) |

| 21 tháng 1 năm 2023 15:30 | Bahrain    | 22–26    | Ai Cập        | Malmö Arena, Malmö Khán giả: 7,002 Trọng tài: García, Marín (ESP) |
| 21 tháng 1 năm 2023 15:30 | A. Merza 6 | (9–13)   | Y. El-Deraa 5 | Malmö Arena, Malmö Khán giả: 7,002 Trọng tài: García, Marín (ESP) |
| 21 tháng 1 năm 2023 15:30 | 2×         | Chi tiết | 1×            | Malmö Arena, Malmö Khán giả: 7,002 Trọng tài: García, Marín (ESP) |

| 21 tháng 1 năm 2023 18:00 | Croatia   | 34–26    | Bỉ          | Malmö Arena, Malmö Khán giả: 11,008 Trọng tài: Kleven, Jørum (NOR) |
| 21 tháng 1 năm 2023 18:00 | Jelinić 6 | (21–13)  | 3 cầu thủ 4 | Malmö Arena, Malmö Khán giả: 11,008 Trọng tài: Kleven, Jørum (NOR) |
| 21 tháng 1 năm 2023 18:00 | 5×        | Chi tiết | 3×          | Malmö Arena, Malmö Khán giả: 11,008 Trọng tài: Kleven, Jørum (NOR) |

| 21 tháng 1 năm 2023 20:30 | Hoa Kỳ      | 24–33    | Đan Mạch    | Malmö Arena, Malmö Khán giả: 12,482 Trọng tài: Grillo, Lenci (ARG) |
| 21 tháng 1 năm 2023 20:30 | Hoddersen 5 | (10–18)  | Jørgensen 8 | Malmö Arena, Malmö Khán giả: 12,482 Trọng tài: Grillo, Lenci (ARG) |
| 21 tháng 1 năm 2023 20:30 | 4×          | Chi tiết | 2×          | Malmö Arena, Malmö Khán giả: 12,482 Trọng tài: Grillo, Lenci (ARG) |

| 23 tháng 1 năm 2023 15:30 | Hoa Kỳ      | 24–22    | Bỉ              | Malmö Arena, Malmö Khán giả: 4,745 Trọng tài: Schulze, Tönnies (GER) |
| 23 tháng 1 năm 2023 15:30 | 4 cầu thủ 4 | (14–12)  | Kotters, Ooms 4 | Malmö Arena, Malmö Khán giả: 4,745 Trọng tài: Schulze, Tönnies (GER) |
| 23 tháng 1 năm 2023 15:30 | 4×          | Chi tiết | 1×              | Malmö Arena, Malmö Khán giả: 4,745 Trọng tài: Schulze, Tönnies (GER) |

| 23 tháng 1 năm 2023 18:00 | Croatia               | 43–32    | Bahrain  | Malmö Arena, Malmö Khán giả: 11,542 Trọng tài: Kleven, Jørum (NOR) |
| 23 tháng 1 năm 2023 18:00 | Glavaš, Martinović 11 | (17–16)  | Qambar 7 | Malmö Arena, Malmö Khán giả: 11,542 Trọng tài: Kleven, Jørum (NOR) |
| 23 tháng 1 năm 2023 18:00 | 3× 1×                 | Chi tiết | 4×       | Malmö Arena, Malmö Khán giả: 11,542 Trọng tài: Kleven, Jørum (NOR) |

| 23 tháng 1 năm 2023 20:30 | Ai Cập     | 25–30    | Đan Mạch          | Malmö Arena, Malmö Khán giả: 12,353 Trọng tài: Sok, Lah (SLO) |
| 23 tháng 1 năm 2023 20:30 | Abdelhak 6 | (12–17)  | Gidsel, Pytlick 8 | Malmö Arena, Malmö Khán giả: 12,353 Trọng tài: Sok, Lah (SLO) |
| 23 tháng 1 năm 2023 20:30 | 5×         | Chi tiết | 4× 1×             | Malmö Arena, Malmö Khán giả: 12,353 Trọng tài: Sok, Lah (SLO) |

## Vòng cuối cùng

### Sơ đồ thi đấu
|  | Tứ kết           | Tứ kết     |             |    | Bán kết       | Bán kết       |  |  | Chung kết | Chung kết |
|  |                  |            |             |    |               |               |  |  |           |           |
|  | 25 tháng 1       |            |             |    |               |               |  |  |           |           |
|  |                  |            |             |    |               |               |  |  |           |           |
|  | Pháp             | 35         |             |    |               |               |  |  |           |           |
|  | Pháp             | 35         | 27 tháng 1  |    |               |               |  |  |           |           |
|  | Đức              | 28         |             |    |               |               |  |  |           |           |
|  | Đức              | 28         | Pháp        | 31 |               |               |  |  |           |           |
|  | 25 tháng 1       |            | Pháp        | 31 |               |               |  |  |           |           |
|  |                  | Thụy Điển  | 26          |    |               |               |  |  |           |           |
|  | Thụy Điển        | Thụy Điển  | 26          | 26 |               |               |  |  |           |           |
|  | Thụy Điển        |            | 29 tháng 1  | 26 |               |               |  |  |           |           |
|  | Ai Cập           | 22         |             |    |               |               |  |  |           |           |
|  | Ai Cập           | 22         | Pháp        | 29 |               |               |  |  |           |           |
|  | 25 tháng 1       |            | Pháp        | 29 |               |               |  |  |           |           |
|  |                  | Đan Mạch   | 34          |    |               |               |  |  |           |           |
|  | Na Uy            | Đan Mạch   | 34          | 34 |               |               |  |  |           |           |
|  | Na Uy            | 27 tháng 1 |             | 34 |               |               |  |  |           |           |
|  | Tây Ban Nha (ET) | 35         |             |    |               |               |  |  |           |           |
|  | Tây Ban Nha (ET) | 35         | Tây Ban Nha | 23 |               |               |  |  |           |           |
|  | 25 tháng 1       |            | Tây Ban Nha | 23 |               |               |  |  |           |           |
|  |                  | Đan Mạch   | 26          |    | Tranh hạng ba | Tranh hạng ba |  |  |           |           |
|  | Đan Mạch         | Đan Mạch   | 26          | 40 | Tranh hạng ba | Tranh hạng ba |  |  |           |           |
|  | Đan Mạch         |            | 29 tháng 1  | 40 |               |               |  |  |           |           |
|  | Hungary          | 23         |             |    |               |               |  |  |           |           |
|  | Hungary          | 23         | Thụy Điển   | 36 |               |               |  |  |           |           |
|  |                  |            |             |    |               |               |  |  |           |           |
|  | Tây Ban Nha      | 39         |             |    |               |               |  |  |           |           |
|  | Tây Ban Nha      | 39         |             |    |               |               |  |  |           |           |

### Phân hạng 5–8
|  | Phân hạng 5–8 | Phân hạng 5–8 |              |    | Tranh hạng 5 | Tranh hạng 5 |
|  |               |               |              |    |              |              |
|  | 27 tháng 1    |               |              |    |              |              |
|  |               |               |              |    |              |              |
|  | Đức (ET)      | 35            |              |    |              |              |
|  | Đức (ET)      | 35            | 29 tháng 1   |    |              |              |
|  | Ai Cập        | 34            |              |    |              |              |
|  | Ai Cập        | 34            | Đức          | 28 |              |              |
|  | 27 tháng 1    |               | Đức          | 28 |              |              |
|  |               | Na Uy         | 24           |    |              |              |
|  | Na Uy         | Na Uy         | 24           | 33 |              |              |
|  | Na Uy         |               |              | 33 |              |              |
|  | Hungary       | 25            |              |    |              |              |
|  | Hungary       | 25            | Tranh hạng 7 |    |              |              |
|  |               |               |              |    |              |              |
|  | 29 tháng 1    |               |              |    |              |              |
|  |               |               |              |    |              |              |
|  | Ai Cập (ET)   | 36            |              |    |              |              |
|  | Ai Cập (ET)   | 36            |              |    |              |              |
|  | Hungary       | 35            |              |    |              |              |

#### Tứ kết
| 25 tháng 1 năm 2023 18:00 | Đan Mạch | 40–23    | Hungary       | Tele2 Arena, Stockholm Khán giả: 11,338 Trọng tài: Brunner, Salah (SUI) |
| 25 tháng 1 năm 2023 18:00 | Gidsel 9 | (21–12)  | Bodó, Lékai 6 | Tele2 Arena, Stockholm Khán giả: 11,338 Trọng tài: Brunner, Salah (SUI) |
| 25 tháng 1 năm 2023 18:00 | 3×       | Chi tiết | 4×            | Tele2 Arena, Stockholm Khán giả: 11,338 Trọng tài: Brunner, Salah (SUI) |

| 25 tháng 1 năm 2023 18:00 | Na Uy                  | 34–35 (HP) | Tây Ban Nha       | Ergo Arena, Gdańsk Khán giả: 5,489 Trọng tài: Lah, Sok (SLO) |
| 25 tháng 1 năm 2023 18:00 | Bjørnsen 9             | (13–12)    | Fernández Pérez 8 | Ergo Arena, Gdańsk Khán giả: 5,489 Trọng tài: Lah, Sok (SLO) |
| 25 tháng 1 năm 2023 18:00 | 6×                     | Chi tiết   | 3× 1×             | Ergo Arena, Gdańsk Khán giả: 5,489 Trọng tài: Lah, Sok (SLO) |
| 25 tháng 1 năm 2023 18:00 | FT: 25–25 HP: 4–4, 5–6 |            |                   | Ergo Arena, Gdańsk Khán giả: 5,489 Trọng tài: Lah, Sok (SLO) |

| 25 tháng 1 năm 2023 20:30 | Thụy Điển | 26–22    | Ai Cập            | Tele2 Arena, Stockholm Khán giả: 16,215 Trọng tài: García, Marín (ESP) |
| 25 tháng 1 năm 2023 20:30 | Ekberg 6  | (14–9)   | Kaddah, Mahmoud 5 | Tele2 Arena, Stockholm Khán giả: 16,215 Trọng tài: García, Marín (ESP) |
| 25 tháng 1 năm 2023 20:30 | 4×        | Chi tiết | 1×                | Tele2 Arena, Stockholm Khán giả: 16,215 Trọng tài: García, Marín (ESP) |

| 25 tháng 1 năm 2023 20:54 | Pháp               | 35–28    | Đức     | Ergo Arena, Gdańsk Khán giả: 5,262 Trọng tài: Hansen, Madsen (DEN) |
| 25 tháng 1 năm 2023 20:54 | Fabregas, Remili 5 | (16–16)  | Golla 6 | Ergo Arena, Gdańsk Khán giả: 5,262 Trọng tài: Hansen, Madsen (DEN) |
| 25 tháng 1 năm 2023 20:54 | 3×                 | Chi tiết | 1×      | Ergo Arena, Gdańsk Khán giả: 5,262 Trọng tài: Hansen, Madsen (DEN) |

#### Phân hạng 5–8
| 27 tháng 1 năm 2023 15:30 | Đức               | 35–34 (HP) | Ai Cập              | Tele2 Arena, Stockholm Khán giả: 3,604 Trọng tài: Nachevski, Nikolov (MKD) |
| 27 tháng 1 năm 2023 15:30 | Knorr 7           | (17–14)    | Y. El-Deraa, Zein 7 | Tele2 Arena, Stockholm Khán giả: 3,604 Trọng tài: Nachevski, Nikolov (MKD) |
| 27 tháng 1 năm 2023 15:30 | 4× 1×             | Chi tiết   | 1×                  | Tele2 Arena, Stockholm Khán giả: 3,604 Trọng tài: Nachevski, Nikolov (MKD) |
| 27 tháng 1 năm 2023 15:30 | FT: 30–30 HP: 5–4 |            |                     | Tele2 Arena, Stockholm Khán giả: 3,604 Trọng tài: Nachevski, Nikolov (MKD) |

| 27 tháng 1 năm 2023 18:00 | Na Uy     | 33–25    | Hungary | Tele2 Arena, Stockholm Khán giả: 9,081 Trọng tài: C. Bonaventura, J. Bonaventura (FRA) |
| 27 tháng 1 năm 2023 18:00 | Sagosen 7 | (16–13)  | Lékai 6 | Tele2 Arena, Stockholm Khán giả: 9,081 Trọng tài: C. Bonaventura, J. Bonaventura (FRA) |
| 27 tháng 1 năm 2023 18:00 | 2×        | Chi tiết | 2× 1×   | Tele2 Arena, Stockholm Khán giả: 9,081 Trọng tài: C. Bonaventura, J. Bonaventura (FRA) |

#### Bán kết
| 27 tháng 1 năm 2023 18:00 | Tây Ban Nha     | 23–26    | Đan Mạch  | Ergo Arena, Gdańsk Khán giả: 6,567 Trọng tài: Schulze, Tönnies (GER) |
| 27 tháng 1 năm 2023 18:00 | A. Dujshebaev 5 | (10–15)  | Pytlick 6 | Ergo Arena, Gdańsk Khán giả: 6,567 Trọng tài: Schulze, Tönnies (GER) |
| 27 tháng 1 năm 2023 18:00 | 3× 1×           | Chi tiết | 3×        | Ergo Arena, Gdańsk Khán giả: 6,567 Trọng tài: Schulze, Tönnies (GER) |

| 27 tháng 1 năm 2023 21:00 | Pháp       | 31–26    | Thụy Điển   | Tele2 Arena, Stockholm Khán giả: 19,128 Trọng tài: Horáček, Novotný (CZE) |
| 27 tháng 1 năm 2023 21:00 | Fabregas 6 | (16–12)  | Johansson 5 | Tele2 Arena, Stockholm Khán giả: 19,128 Trọng tài: Horáček, Novotný (CZE) |
| 27 tháng 1 năm 2023 21:00 | 3×         | Chi tiết | 4× 1×       | Tele2 Arena, Stockholm Khán giả: 19,128 Trọng tài: Horáček, Novotný (CZE) |

#### Tranh hạng 7
| 29 tháng 1 năm 2023 15:30 | Ai Cập                 | 36–35 (HP) | Hungary       | Tele2 Arena, Stockholm Khán giả: 8,980 Trọng tài: Kurtagic, Wetterwik (SWE) |
| 29 tháng 1 năm 2023 15:30 | Zein 12                | (17–11)    | Bodó, Lékai 7 | Tele2 Arena, Stockholm Khán giả: 8,980 Trọng tài: Kurtagic, Wetterwik (SWE) |
| 29 tháng 1 năm 2023 15:30 | 3× 1×                  | Chi tiết   | 6× 2×         | Tele2 Arena, Stockholm Khán giả: 8,980 Trọng tài: Kurtagic, Wetterwik (SWE) |
| 29 tháng 1 năm 2023 15:30 | FT: 28–28 HP: 3–3, 5–4 |            |               | Tele2 Arena, Stockholm Khán giả: 8,980 Trọng tài: Kurtagic, Wetterwik (SWE) |

#### Tranh hạng 5
| 29 tháng 1 năm 2023 13:00 | Đức         | 28–24    | Na Uy      | Tele2 Arena, Stockholm Khán giả: 6,260 Trọng tài: Marín, García (ESP) |
| 29 tháng 1 năm 2023 13:00 | 3 cầu thủ 5 | (16–13)  | Gullerud 6 | Tele2 Arena, Stockholm Khán giả: 6,260 Trọng tài: Marín, García (ESP) |
| 29 tháng 1 năm 2023 13:00 | 4×          | Chi tiết | 2× 1×      | Tele2 Arena, Stockholm Khán giả: 6,260 Trọng tài: Marín, García (ESP) |

#### Tranh hạng 3
| 29 tháng 1 năm 2023 18:00 | Thụy Điển | 36–39    | Tây Ban Nha | Tele2 Arena, Stockholm Khán giả: 22,650 Trọng tài: C. Bonaventura, J. Bonaventura (FRA) |
| 29 tháng 1 năm 2023 18:00 | Wanne 9   | (22–18)  | Figueras 9  | Tele2 Arena, Stockholm Khán giả: 22,650 Trọng tài: C. Bonaventura, J. Bonaventura (FRA) |
| 29 tháng 1 năm 2023 18:00 | 3× 2×     | Chi tiết | 5× 1×       | Tele2 Arena, Stockholm Khán giả: 22,650 Trọng tài: C. Bonaventura, J. Bonaventura (FRA) |

#### Chung kết
| 29 January 2023 21:00 | Pháp     | 29–34    | Đan Mạch | Tele2 Arena, Stockholm Khán giả: 23,050 Trọng tài: Nachevski, Nikolov (MKD) |
| 29 January 2023 21:00 | Remili 6 | (15–16)  | Lauge 10 | Tele2 Arena, Stockholm Khán giả: 23,050 Trọng tài: Nachevski, Nikolov (MKD) |
| 29 January 2023 21:00 | 3×       | Chi tiết | 4× 1×    | Tele2 Arena, Stockholm Khán giả: 23,050 Trọng tài: Nachevski, Nikolov (MKD) |

## Bảng xếp hạng và các giải thưởng
Các đội đứng từ vị trí thứ 1 đến 8 và từ 25 đến 32 sẽ được quyết định qua vòng đấu loại trực tiếp hoặc phân hạng. Các đội cán đích ở vị trí thứ 3 của vòng chính sẽ đứng từ các vị trí thứ 9 đến 12, các đội cán đích ở vị trí thứ 4 của vòng chính sẽ đứng từ các vị trí thứ 13 đến 16, các đội cán đích ở vị trí thứ 5 của vòng chính sẽ đứng từ các vị trí thứ 17 đến 20 và các đội cán đích ở vị trí cuối bảng của vòng chính sẽ đứng từ các vị trí thứ 21 đến 24.
| Thứ hạng | Các đội tuyển |
| -------- | ------------- |
| 1        | Đan Mạch      |
| 2        | Pháp          |
| 3        | Tây Ban Nha   |
| 4        | Thụy Điển     |
| 5        | Đức           |
| 6        | Na Uy         |
| 7        | Ai Cập        |
| 8        | Hungary       |
| 9        | Croatia       |
| 10       | Slovenia      |
| 11       | Serbia        |
| 12       | Iceland       |
| 13       | Bồ Đào Nha    |
| 14       | Hà Lan        |
| 15       | Ba Lan        |
| 16       | Bahrain       |
| 17       | Brasil        |
| 18       | Montenegro    |
| 19       | Argentina     |
| 20       | Hoa Kỳ        |
| 21       | Bỉ            |
| 22       | Qatar         |
| 23       | Cabo Verde    |
| 24       | Iran          |
| 25       | Tunisia       |
| 26       | Chile         |
| 27       | Bắc Macedonia |
| 28       | Hàn Quốc      |
| 29       | Ả Rập Xê Út   |
| 30       | Maroc         |
| 31       | Algérie       |
| 32       | Uruguay       |

|  | Giành vé tham dự Thế vận hội Mùa hè 2024 và Giải vô địch bóng ném nam thế giới 2025. |

| Nhà vô địch thế giới năm 2023 · Đan Mạch · Lần thứ 3 Đội hình: Niklas Landin Jacobsen, Niclas Kirkeløkke, Magnus Landin Jacobsen, Emil Jakobsen, Rasmus Lauge, Magnus Saugstrup, Hans Lindberg, Mathias Gidsel, Kevin Møller, Henrik Møllgaard, Mads Mensah Larsen, Mikkel Hansen, Lukas Jørgensen, Jóhan Hansen, Michael Damgaard, Jacob Holm, Simon Hald, Simon Pytlick, Mads Hoxer Hangaard, Lasse Møller · Head coach: Nikolaj Jacobsen |

### Đội hình tiêu biểu
Đội hình tiêu biểu của giải đấu được công bố vào ngày 29 tháng 1 năm 2023.
| Vị trí                    | Cầu thủ               |
| ------------------------- | --------------------- |
| Thủ môn                   | Andreas Wolff         |
| Hậu vệ cánh trái          | Ángel Fernández Pérez |
| Hậu vệ biên trái          | Simon Pytlick         |
| Hậu vệ trung tâm          | Nedim Remili          |
| Hậu vệ biên phải          | Alex Dujshebaev       |
| Hậu vệ cánh phải          | Niclas Ekberg         |
| Tiền đạo                  | Ludovic Fabregas      |
| Cầu thủ trẻ xuất sắc nhất | Juri Knorr            |
| MVP                       | Mathias Gidsel        |

## Thống kê

### Vua phá lưới
| Thứ hạng | Cầu thủ            | Số bàn thắng | Số pha dứt điểm | Tỷ lệ |
| -------- | ------------------ | ------------ | --------------- | ----- |
| 1        | Mathias Gidsel     | 60           | 80              | 75    |
| 2        | Erwin Feuchtmann   | 54           | 77              | 70    |
| 3        | Juri Knorr         | 53           | 85              | 62    |
| 4        | Simon Pytlick      | 51           | 70              | 73    |
| 5        | Bjarki Már Elísson | 45           | 59              | 76    |
| 6        | Richárd Bodó       | 44           | 74              | 59    |
| 6        | Alex Dujshebaev    | 44           | 65              | 68    |
| 6        | Kay Smits          | 44           | 66              | 67    |
| 9        | Mikkel Hansen      | 41           | 60              | 68    |
| 9        | Ali Zein           | 41           | 64              | 64    |

Nguồn: IHF

### Thủ môn xuất sắc nhất
| Thứ hạng | Cầu thủ                | Tỷ lệ | Số pha cứu thua | Số pha dứt điểm |
| -------- | ---------------------- | ----- | --------------- | --------------- |
| 1        | Tobias Thulin          | 39    | 39              | 100             |
| 2        | Rémi Desbonnet         | 38    | 36              | 95              |
| 3        | Torbjørn Bergerud      | 37    | 81              | 220             |
| 3        | Mateusz Kornecki       | 37    | 30              | 82              |
| 3        | Andreas Wolff          | 37    | 112             | 305             |
| 6        | Andreas Palicka        | 36    | 72              | 202             |
| 7        | Abdelrahman Mohamed    | 35    | 31              | 89              |
| 8        | Niklas Landin Jacobsen | 34    | 88              | 256             |
| 8        | Urban Lesjak           | 34    | 50              | 146             |
| 10       | Miguel Ferreira        | 33    | 51              | 154             |
| 10       | Kevin Møller           | 33    | 27              | 81              |
| 10       | Assil Nemli            | 33    | 34              | 104             |
| 10       | Mate Šunjić            | 33    | 29              | 89              |

Nguồn: IHF

## Bản quyền phát sóng
| Quốc gia             | Kênh truyền hình                                                  |
| -------------------- | ----------------------------------------------------------------- |
| Argentina            | TyC Sports, DirecTV                                               |
| Bỉ                   | VRT                                                               |
| Bahrain              | Bahrain Sport                                                     |
| Bosna và Hercegovina | Arena Sport                                                       |
| Caribe               | DirecTV                                                           |
| Trung Quốc           | Huya Live                                                         |
| Croatia              | RTL                                                               |
| Cộng hòa Séc         | Česká televize                                                    |
| Đan Mạch             | DR1, TV 2                                                         |
| Estonia              | Viaplay                                                           |
| Ai Cập               | ONTime sport                                                      |
| Phần Lan             | Viaplay                                                           |
| Pháp                 | TF1 (các trận đấu chọn lọc), BeIN Sports                          |
| Gruzia               | Silknet                                                           |
| Đức                  | ARD / ZDF (các trận đấu chọn lọc), Eurosport, Sportdeutschland.TV |
| Hungary              | MTVA                                                              |
| Iceland              | RÚV                                                               |
| Iran                 | IRIB Varzesh                                                      |
| Ý                    | Eleven Sport                                                      |
| Nhật Bản             | Sportsbull                                                        |
| Kosovo               | Arena Sport                                                       |
| Mỹ Latin             | DirecTV                                                           |
| Montenegro           | RTCG, Arena Sport                                                 |
| Maroc                | Arryadia                                                          |
| Bắc Macedonia        | MRT (các trận đấu chọn lọc), Arena Sport                          |
| Hà Lan               | Viaplay                                                           |
| Na Uy                | TV3 (các trận đấu chọn lọc), Viaplay                              |
| Ba Lan               | TVP (các trận đấu chọn lọc), Viaplay                              |
| Bồ Đào Nha           | RTP                                                               |
| Qatar                | Alkass Sport                                                      |
| România              | Prima Sport                                                       |
| Ả Rập Xê Út          | Shahid / SSC                                                      |
| Serbia               | RTS, Arena Sport                                                  |
| Slovakia             | RTVS                                                              |
| Slovenia             | Radiotelevizija Slovenija, Arena Sport                            |
| Tây Ban Nha          | Teledeporte                                                       |
| Thụy Điển            | TV6 / TV10 (các trận đấu chọn lọc), Viaplay                       |
| Thụy Sĩ              | SRG                                                               |
| Tunisia              | El Watania 1 / El Watania 2                                       |
| Ukraina              | Poverhnost TV                                                     |
| Anh Quốc             | Viaplay                                                           |
| Hoa Kỳ               | ESPN                                                              |

- Nguồn:[24]